# 托普卡珀宫
41°00′47″N 28°59′02″E / 41.013°N 28.984°E
托卡比皇宮（土耳其語：Topkapı Sarayı）是位處土耳其伊斯坦堡的一座皇宮，自1465年至1853年一直都是鄂圖曼帝國蘇丹在城內的官邸及主要居所。托卡比皇宮是昔日舉行國家儀式及皇室娛樂的場所，現今則是當地主要的觀光勝地。托卡比皇宮翻譯過來成為「大炮之門」，昔日碉堡內曾放置大砲，故以此命名。
征服拜占庭帝國君士坦丁堡的蘇丹穆罕默德二世在1459年下令動工興建托卡比皇宮。皇宮由四個庭院及其他矮小的建築物組成，昔日有大約四千人居住，以往的皇宮覆蓋著一個廣大的海岸地區。在多個世紀以來，皇宮經過擴建和整修，例如1509年的地震及1665年的火災後，皇宮都進行過維修。
托卡比皇宮在十七世紀的重要性下降，那時的蘇丹較喜歡到博斯普魯斯海峽附近的新宮廷。1853年，蘇丹阿卜杜勒-邁吉德一世把皇宮遷至新落成的朵巴馬切皇宮，杜馬伯爵皇宮是伊斯坦堡內第一個歐式宮廷。托卡比皇宮的帝國寶庫、圖書館、清真寺及造幣局都一併保留。
鄂圖曼帝國在1921年滅亡。1924年4月3日，托卡比皇宮在政府政令下變成帝國時代的博物館。托卡比皇宮博物館由文化旅遊部管理。皇宮裡有大量的屋宇和廳堂，但現今只有最重要的部分開放給公眾，皇宮由部門的職員以及土耳其軍方的武裝守衛把守。托卡比皇宮是鄂圖曼建築的代表作，包含大量的瓷器、官服、武器、盾牌、盔甲、鄂圖曼細密畫、伊斯蘭的書法原稿、壁畫以及鄂圖曼的珠寶寶物。
托比卡皇宮與鄰近的其他歷史遺產同屬「伊斯坦堡歷史地區」，該區在1985年成為聯合國教育、科學及文化組織的世界遺產，托卡比皇宮被描述為「鄂圖曼帝國時期皇宮的表率。」

## 歷史

### 地點

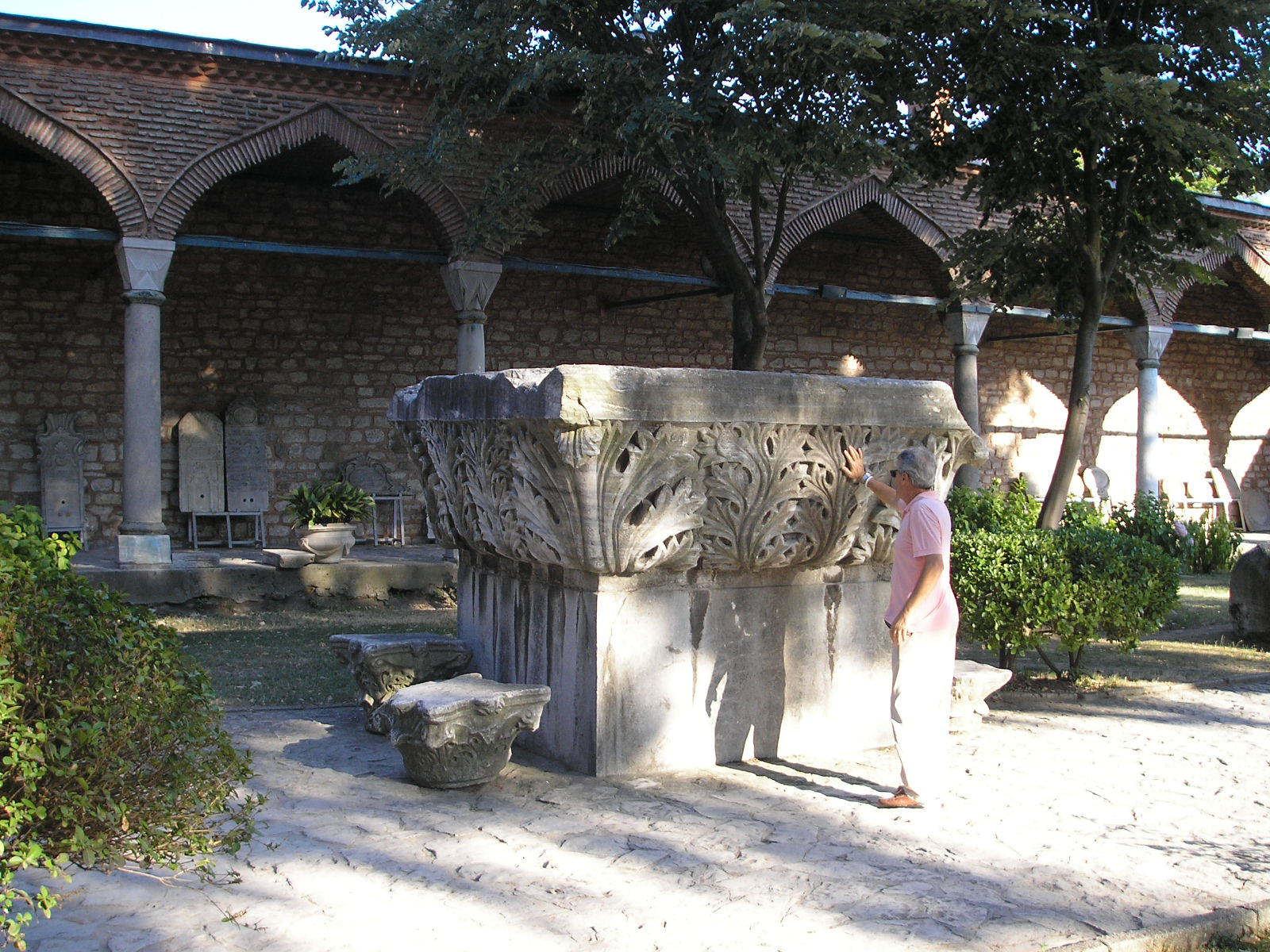
位於第二庭院的拜占庭遺跡。

皇宮建築群位於薩拉基里奧角，薩拉基里奧角是一個可以俯瞰金角灣及馬摩拉海的岬，皇宮內許多地方都可以清楚觀覽博斯普魯斯海峽，地處山崗，為近海的最高點。在希臘及拜占庭的盛世時代，古老的希臘城市拜占庭的衛城建於此處。皇宮內的第二庭院有一個拜占庭的地下水槽，在鄂圖曼帝國時代亦有投入使用，該水槽與一個在衛城上稱為大教堂宮的小教堂遺跡在現代被發現，至於位處第一庭院的聖伊蓮娜教堂則不被視為古老拜占庭衛城的一部分。

### 建造初期
1453年，君士坦丁堡淪陷，蘇丹穆罕默德二世在廢墟裡發現了龐大的君士坦丁堡大皇宮。鄂圖曼的宮廷遂在君士坦丁堡大皇宮的基礎上建立舊皇宮，即現今伊斯坦堡大學的所在地。蘇丹後來尋找一個更佳的地點，於是選擇了古老的拜占庭衛城，於1459年開始動工，是為新皇宮（相对于之前已存在的大皇宮），而到十九世紀又改稱為托卡比皇宮。

### 設計

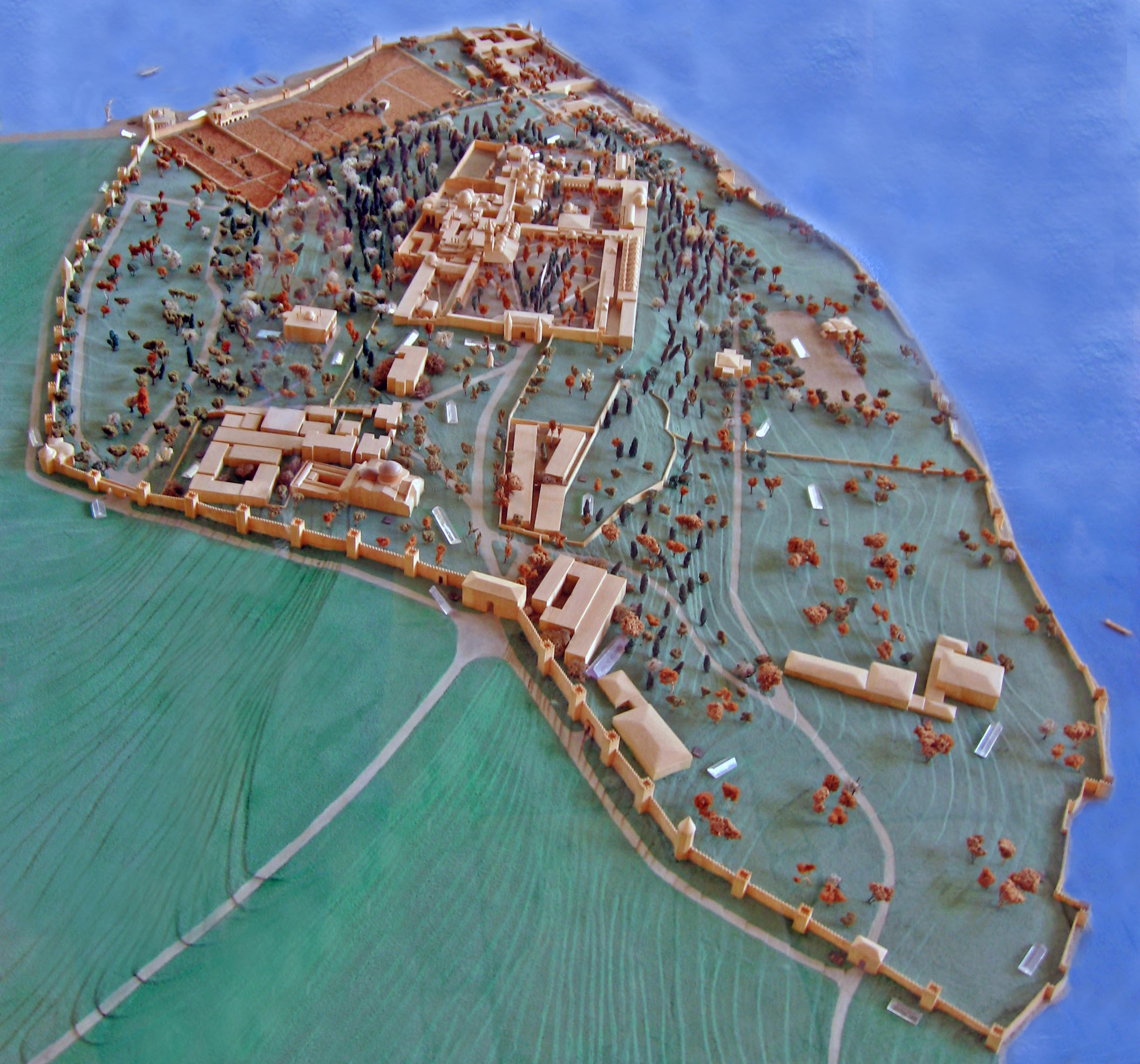
薩拉基里奧角及托卡比皇宮的模型

第二至第四庭院的設計 （詳情請查閱圖片）

穆罕默德二世制定了皇宮的基礎設計，他以薩拉基里奧角的最高點作為私人宮殿及內部建築的地點，其他的建築及樓亭則圍繞著皇宮的核心往低處伸延到博斯普魯斯海峽。整個皇宮都被高牆包圍，部分高牆是拜占庭衛城所遺留下來的，這設計作為日後修繕及擴建的雛型。據當代的史學家米高·克利托布洛所述，蘇丹
|  | ……親自召集各地最好的工匠，包括泥水匠、石匠、木匠……以供他建造自古以來最宏偉及最好的大型建築物。為此，他非常謹慎地監督工人及各式原料，要達到最佳的品質，同時，他亦為龐大的建造支出感到憂慮。 |

關於皇宮內部的動工及竣工時間的說法有所差異，克利托布洛認為皇宮的建造在1459至1465年間，但另一些資料顯示皇宮在1460年代後期才完工。
與其他具有嚴格規劃的皇宮，如美泉宮、凡爾賽宮等有所不同，托卡比皇宮經過多個世紀的發展，其間的蘇丹加入及變動了各種建築，雖然穆罕默德二世的主要設計仍得以保存，但這些無規律的擴建和變動造成建築不均勻。這些變動主要發生在1520年至1560年間的蘇萊曼統治時期，由於鄂圖曼帝國的急速擴張，蘇萊曼想將他權力的增長和榮耀體現在他的居所上，於是進行擴建，這擴建的建築師是波斯人阿勒烏丁，即阿肯·阿里。他亦負責後宮的擴建工程。
1574年，一場大火摧毀了御膳房。蘇丹塞利姆二世委任錫南重建被毀的部分，並且擴建後宮、浴堂、私人宮殿以及海岸上的亭台樓閣。到十六世紀末，當時的托卡比皇宮已具現今的面目。
托卡比皇宮是一個博大的綜合體，在結構上並非獨立統一的。各式低矮的建築環繞庭院，以迴廊及通道互相連結。超過兩層高度的建築物不多，樹木、花園及水池散佈其中，讓居住在皇宮裡的人耳目清新，還提供休憩用地。建築物都圍著庭院，人們都以庭院為中心生活。門窗都向著庭院，擁有開放的環境，在夏季時能提供清涼的空氣。

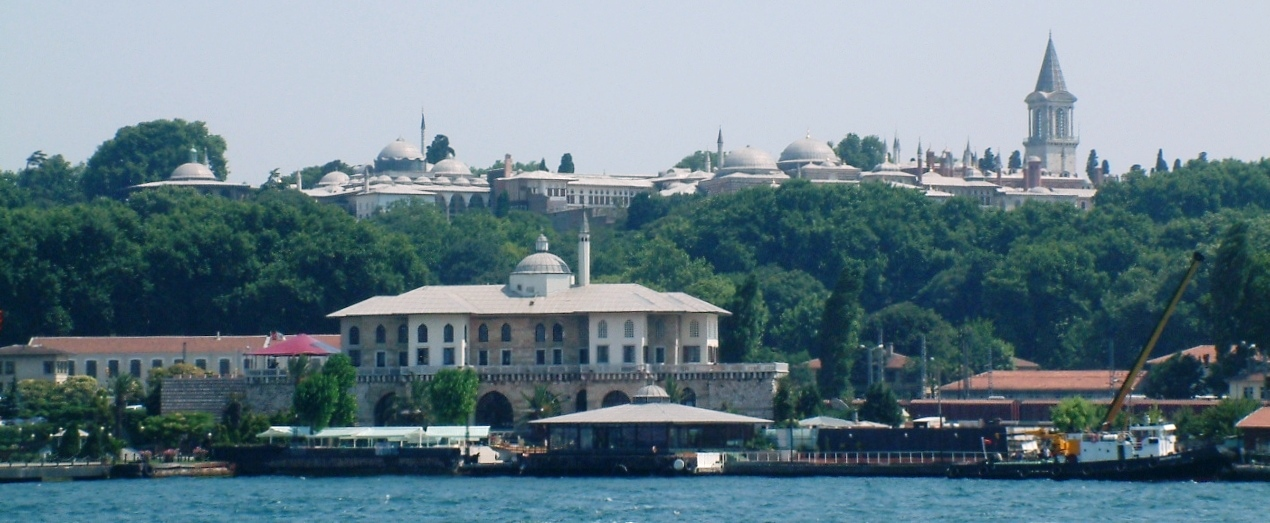
托卡比皇宮後方的編筐亭。

皇宮的形狀就像一個粗糙的矩形，主要分為四個庭院及後宮，主軸由南至北，最外面的庭院（第一庭院）在南端，其他的庭院向北伸延。第一庭院是最容易到達的，最深處的庭院（第四庭院）及後宮最難以接近，它們由蘇丹管轄。昔日的第五庭院位於最外面的海邊。這些庭院都受到高牆及閘門阻隔，在第四及第五主庭院之間尚有多個中小型的庭院，整個建築群的面積達到592600平方米至700000平方米，確切的面積取決於計算在內的部分。
皇宮西面及北面是以往的御花園，即現今的古爾哈尼公園，而東面及南面則是馬摩拉海。昔日的一些小行宮、亭樓及其他娛樂場所位於海邊的第五庭院，在十九世紀，因海邊公路的建設及疏忽，第五庭院已經不復存在，編筐亭是現今僅存的海岸建築，由穆拉德三世在1592年建造。古時的托卡比皇宮遠大於現今所看到的托卡比皇宮。

### 功能
托卡比皇宮是蘇丹及宮廷的主要居所，在初時，托卡比皇宮除了是居所，還是政府的所在地。皇宮的進出受到嚴格限制，宮內的人都不敢貿然出宮。托卡比皇宮就像一個獨立存在的實體，一個城中城。宮內用作謁見及議論的殿堂是帝國處理政務的地方。宮內透過地下水槽供水，又設有御膳房提供日常食物。宮內的寐室、花園、圖書館、學校及清真寺用作服務宮廷，宮內還有各種藝術家和工匠，他們統稱為伊爾－艾·海瑞弗（才能團體），他們為整個帝國制作了許多優秀的作品。
嚴謹的宮廷儀式是宮內日常生活的法典，確保不受到外界影響。其中一個重要原則是不得在內庭言談。隔絕帝王與外界聯繫這一原則大概是來自拜占庭宮廷。穆罕默德二世在1477年至1481年間把這原則列在坎農納梅法典裡，該法典將宮廷人員的職責高低、行政階層及禮節系統化。這原則亦反映在建築風格和廳堂建築的擺佈之上。建築師須確保蘇丹及其家人在宮內享有最大的私穩和行動自由，於是以有格子的窗戶及建造秘密通道來達到這目的。

## 帝王之門

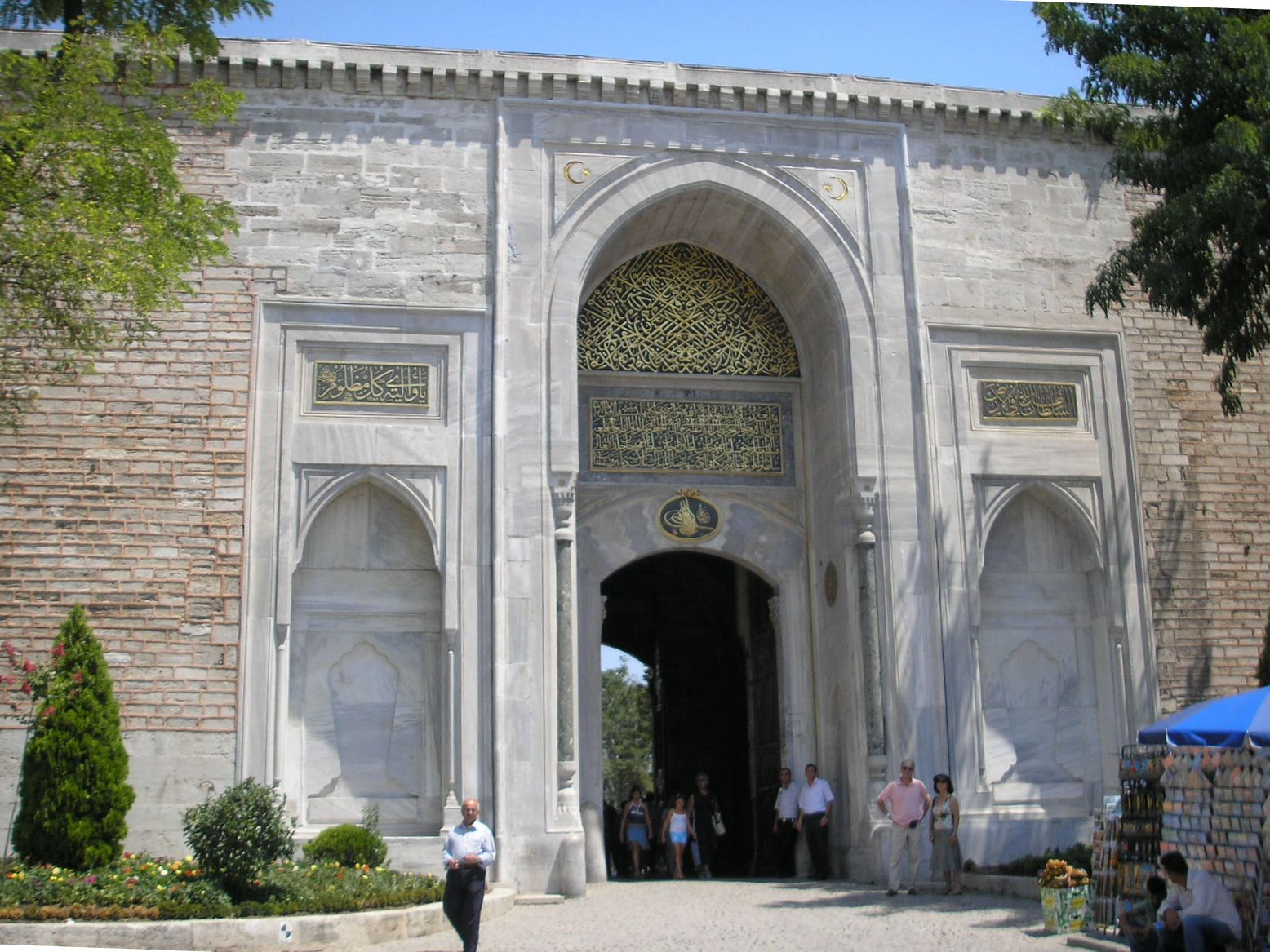
帝王之門

梅塞大道可直達托卡比皇宮，即現今的迪旺街（議會街）。在鄂圖曼帝國及拜占庭帝國統治時期，麥斯大道是帝王進出的通道，可直達聖索非亞大教堂，然後轉向西北抵達宮外的皇宮廣場，即穆罕默德三世噴泉的所在地。蘇丹會經由帝王之門進入皇宮，故帝王之門又稱作蘇丹之門，位於皇宮的南面。帝王之門於1478年落成，在十九世紀又以大理石覆蓋其表面。這巨大的石門突出了它的防禦角色。中間的拱門是高大呈圓頂的通道，頂部刻有金箔的鄂圖曼文字，包含蘇丹的圖拉及古蘭經的經文。經鑑定後發現圖拉是屬於穆罕默德二世及阿布杜勒阿齊茲，這兩位蘇丹曾對帝王之門進行修建。
帝王之門上的其中一個刻文寫有：
|  | 拜上帝的恩賜及認可，這吉祥的城堡得以聳立，它的牢固能帶來和平安寧……願主保佑帝國永恆，讓祂的子民能成為天上最明亮的星光。 |

廊下的兩側是守衛的房間，帝王之門會在早禱時開啟，直到完成晚禱後關閉。
據古文獻記載，帝王之門的上方有一個木制的樓閣，到十九世紀的後期仍存在。穆罕默德將它當作暸望亭使用，後來用作收藏宮內人的遺物，那些遺物沒有人繼承，故該地成為收藏寶物的地方。此外，這樓閣在特殊場合可供後宮女性使用。
通過帝王之門後便是第一庭院。

## 第一庭院
第一庭院在薩拉基里奧角上，被高牆圍著 。

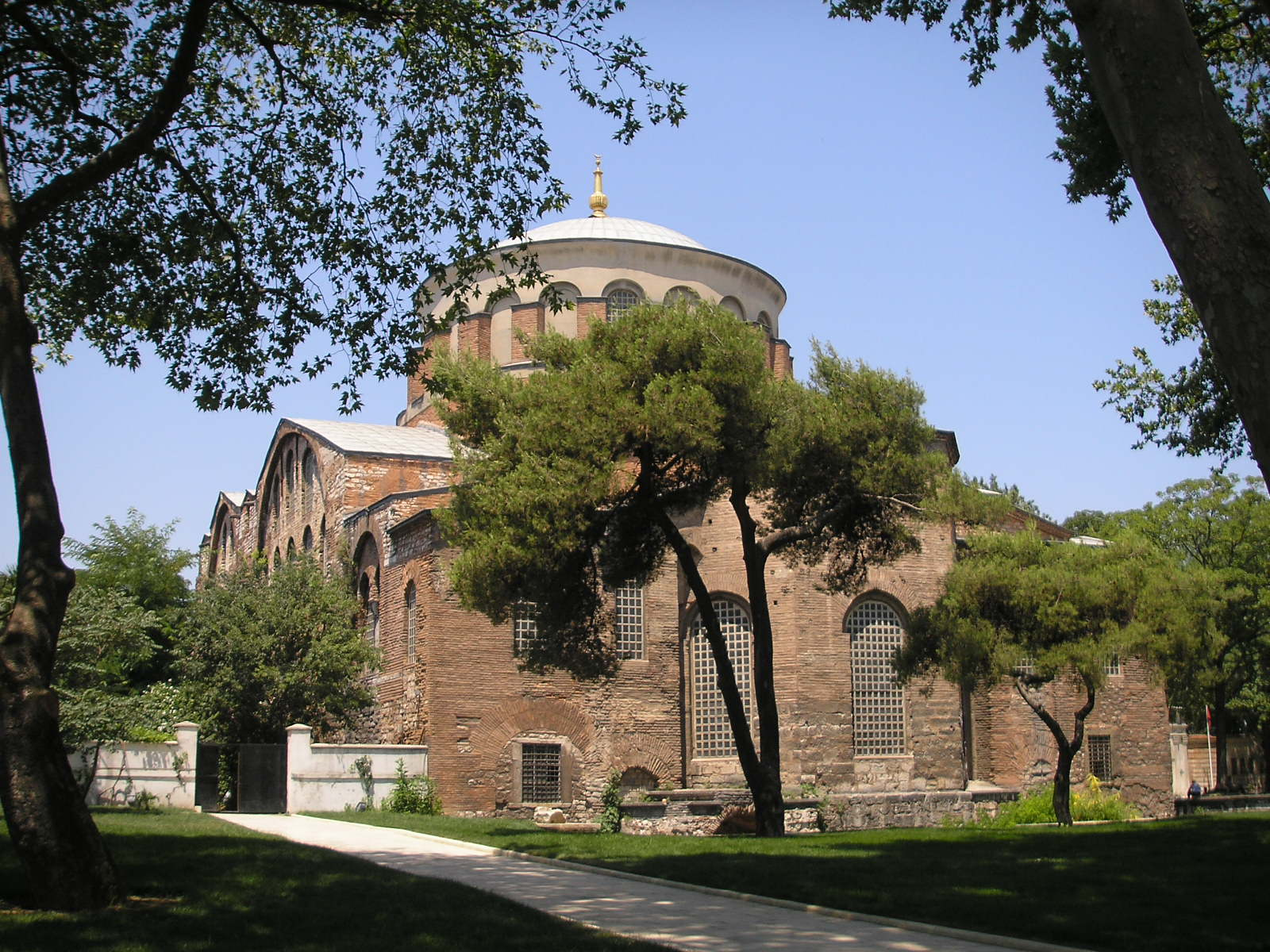
位於第一庭院的聖伊蓮娜教堂

第一庭院是皇宮的周邊地帶及花園，是眾多庭院當中最大的一個。第一庭院的陡坡向海伸廷。第一庭院只有實用及皇家的建築，有許多已經隨著時間流逝消失。現存的有帝國鑄幣局（建於1727年）、聖伊蓮娜教堂及一些噴泉。鄂圖曼帝國攻陷君士坦丁堡時將聖伊蓮娜教堂用作倉庫及軍械庫，因而得存。
第一庭院又稱為禁衛軍之庭或閱兵院。賓客須沿路前往崇敬門及第二庭院，第一庭院的職員及禁衛軍盛裝列於路旁等候賓客。賓客必須在進入第二庭院之前下馬。

### 崇敬門

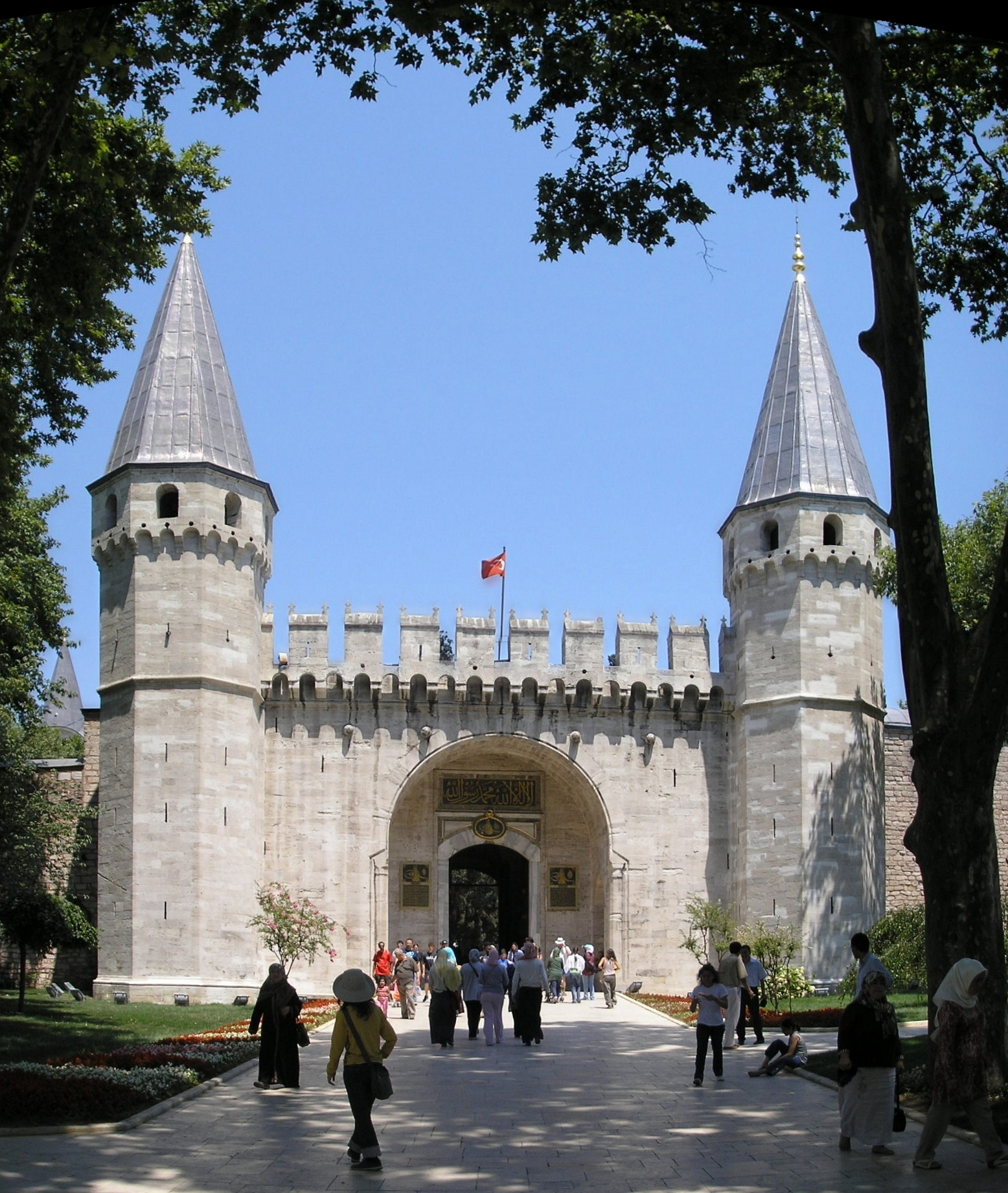
崇敬門，第二庭院的入口。

崇敬門，亦稱中門，是第二庭院的入口。該設有大炮的大門有兩座八角形的尖塔，建造時期不明，崇敬門的建築結構與拜占庭的建築相似，估計崇敬門是模仿聖芭芭拉門（大炮之門）而建造，大炮之門是從博斯普魯斯海峽的海路進入皇宮的皇室專用入口。根據門上的刻文顯示，崇敬門最遲在1542年穆罕默德二世統治時期所建。由1584年的縮圖繪畫所見，崇敬門拱門上及兩塔之間的三個窗戶清晰可見，守衛的住所很可能已經消失。大門的兩面都被充分裝潢，上半部刻有宗教碑文及蘇丹的字押。
不論是帝國官員及外國使節都經由崇敬門入內。賓客使節都須在崇敬門下馬，只有蘇丹才可騎馬通過崇敬門。這一傳統是跟隨君士坦丁堡大皇宮的謝爾克門而來。
劊子手之泉是劊子手行斬首之刑後清洗隻手及刑具的地方，位於第一庭院，對著崇敬門右側。

## 第二庭院

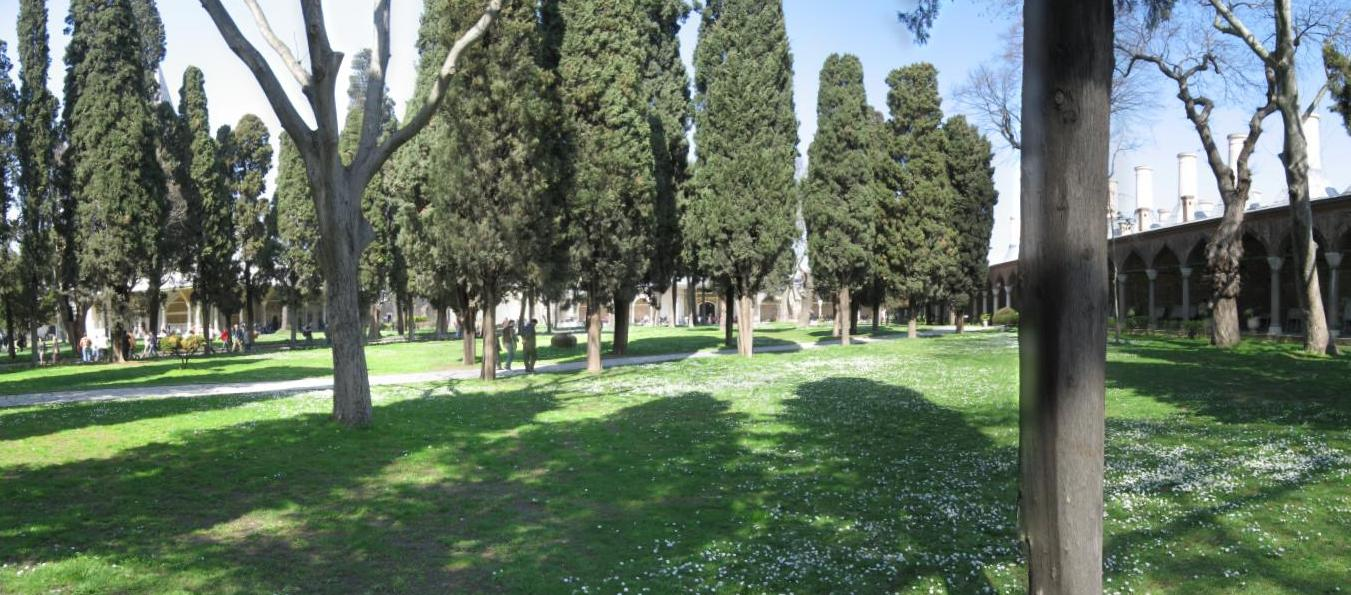
第二庭院，右方是御膳房

崇敬門後便是第二庭院，又稱底萬廣場，這裡以往是遍佈孔雀和瞪羚的公園，是聚集群臣的地方，屬於外朝，只有蘇丹才可以在黑石上步往第三庭院。
第二庭院大約在1465年建成，在1525至1529年穆罕默德二世統治時期才具現貌。北面的御醫院、烘房、禁衛軍駐紮地、馬棚及南面的御膳房環繞著第二庭院，吉兆之門是進入第三庭院的入口。整個地區由連綿的大理石柱廊聯繫。
近期在第二庭院的挖掘發現了大量羅馬及拜占庭時期的人工製品，包括石棺、洗禮盤、牆板、柱子等。現在，這些人工製品在御膳房的前方展示。在第二庭院底下有一個拜占庭時代的水槽，一般不開放給公眾參觀。

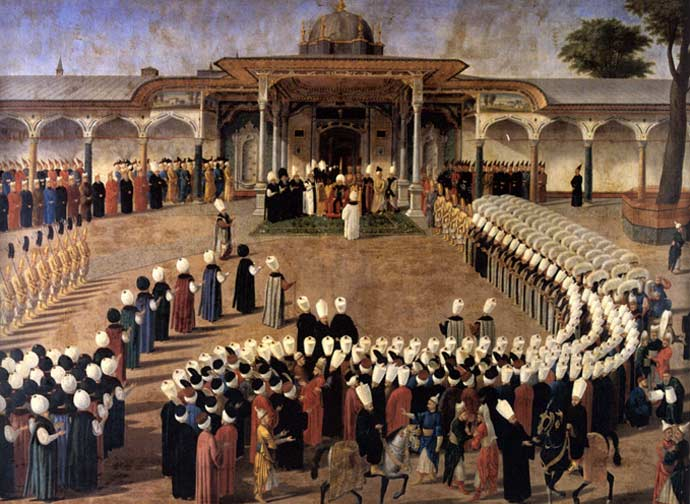
塞利姆三世在第二庭院的吉兆之門前引見群臣。

第二庭院是蘇丹進行審判及會見的地方，亦用作娛賓。一些來自奧地利、威尼斯和法國的使節曾經描述過與蘇丹會面的情況，法國使節菲利浦·杜·弗雷納-肯納耶在1573年拜訪蘇丹：
|  | 右邊近門坐著的是禁衛軍的將軍，而他身邊的是一些宮廷貴人。使節向他們點頭致意，他們都從向座位起來欠身。在這一刻，所有不攜武器、靠牆站立的禁衛軍和士兵都作出同一個欠身動作，無數的頭巾就像一大片熟穀在和風吹拂下輕柔地恍動……我們非常高興，也非常欽敬那些靠牆站立的禁衛軍，他們的雙手在身前交疊，舉止如同僧侶，那種寧靜甚至令我們認為那些不是人，而是雕像。他們保持這靜止的姿勢已經超過七個小時，一言不發，一動不動。當然，對於那些從未看過的人來說，這種規律和紀律性是難以理解的…… |

第二庭院的運作受到嚴格的規則限制，以保證對宮廷的尊重及紀律。

### 皇家馬車

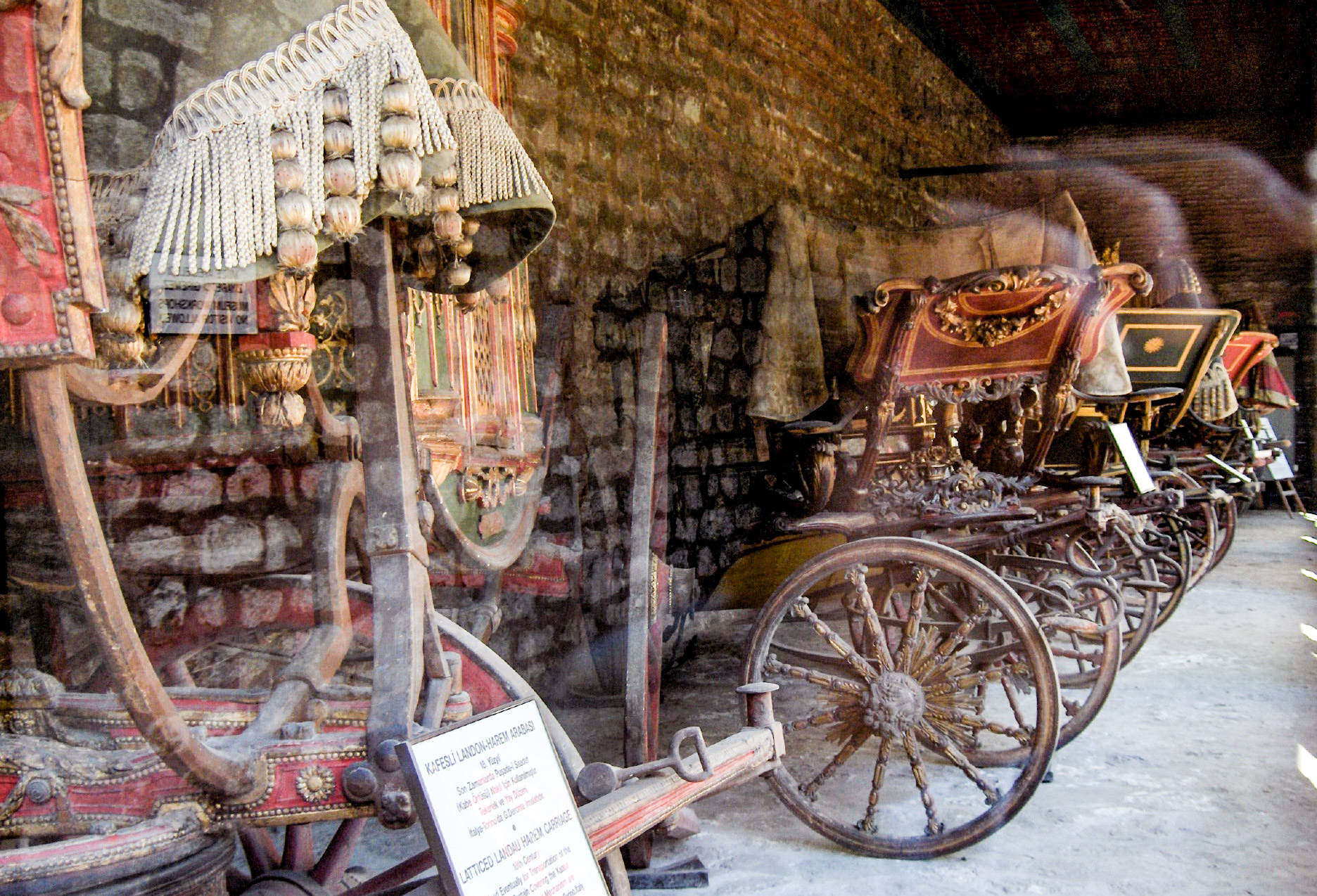
一些皇家馬車

在崇敬門後的東北方，一些皇家馬車放在馬棚及馬具房內展示，這些低矮的建築在1735年加裝天花，天花仍保留住十五世紀時的外型。十九世紀末的一場火災摧毀了不少馬車，現時陳列的有豪華馬車、太后的馬車及低級宮廷人員所用的馬車，部分馬車是從外國進口。在馬棚旁邊的是龐大的御膳房。

### 御膳房

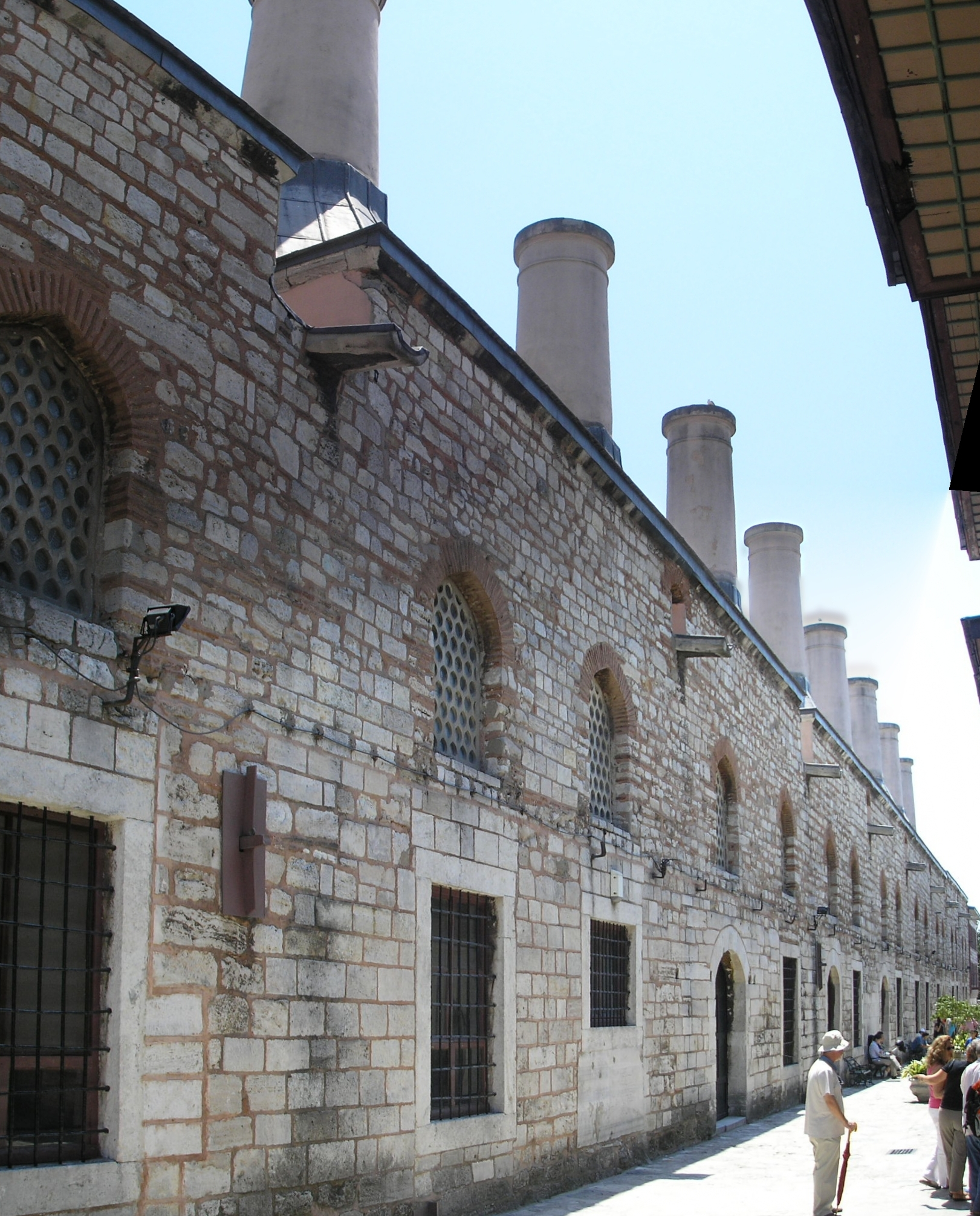
具有煙囪的御膳房

狹長的御膳房是托卡比皇宮的一個重要特色。部分建於十五世紀，當興建托卡比皇宮的時候。這個御膳房是仿照埃迪爾內蘇丹皇宮而建，在蘇萊曼時代得到擴建，但在1574年被焚毀。宮廷建築師錫南將宮廷御膳房重建，並因應當時的需要加以修建。
錫南重新構劃御膳房的設計，他加建了兩排二十座的煙囪。御膳房座落在第二庭院至馬摩拉海的一條內街上。要到這裡，必須通過第二庭院門廊的三道門：帝國軍需部的門口、皇家御膳房的門口及糕點御膳房的門口。
御膳房由十座圓頂建築物組成：皇家御膳房、內廷（包括在內的內廷學校）、外朝（宮廷外部的機構）、後宮、飲料廚房、粿子廚房、乳製品廚房、倉庫及廚師房間。這是鄂圖曼帝國最大的廚房，供蘇丹、後宮、內廷、外朝享用的食品全部由這裡制作，供應約四千人的飲食需求。整個御膳房的職工人員超過八百人，在宗教節日時，人手會增加至一千人，他們每日需要制作大約六千份膳食。蘇丹的膳食服務受到嚴格規限。
御膳房附有員工的寐室、浴室及清真寺，大部分都已失落。
現時的御膳房除了展示廚具外，還會展示一些銀製廚具收藏品以及一些中國的青花瓷、白瓷及青瓷器。

#### 瓷器收藏

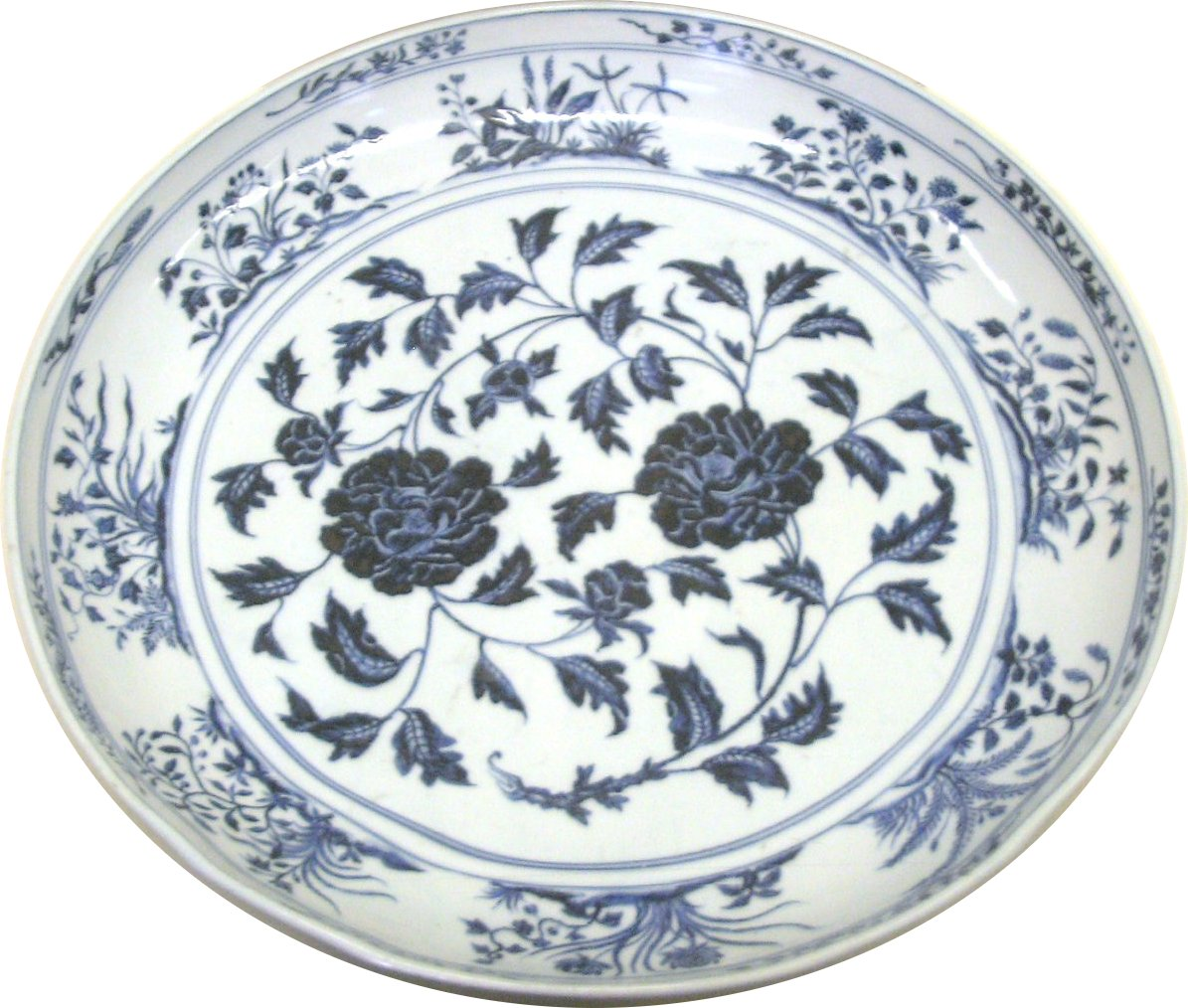
托卡比皇宮內的中國青花瓷

中國及遠東地區的瓷器價值不菲，古時的商旅經海路或絲綢之路運輸瓷器。在托卡比皇宮展示的10700件中國、日本及土耳其瓷器都相當罕見和珍貴，當中的中國瓷器可追溯到晚宋、元朝、明朝及清朝。托卡比皇宮博物館是收藏了最多十四世紀龍泉青瓷的博物館之一，元朝和明朝的瓷器珍藏多達三千件。這些瓷器都得到蘇丹及太后的鍾愛，他們認為有毒的食物會令瓷器變色。日本的瓷器主要是十七世紀至十九世紀出產的有田燒，還有十五世紀初的白瓷以及來自越南、泰國及波斯的青花瓷和有田燒仿品。

### 皇家馬廄
第二庭院的另一廂是皇家馬廄的所在，包括私人馬廄，在穆罕默德二世統治時期興建，並且在蘇萊曼統治時期進行修建。在私人馬廄裡收藏了大量珍貴的馬具。在附近還有一所十八世紀的清真寺及馬哈茂德一世的吉茲拉阿迦貝希爾·阿卡的浴堂。

### 鬈髮戟兵宿舍
帝國馬廄的後方便是束髮戟兵宿舍，這是一支負責在宮內運送木材、替後宮清潔服務的軍團的住所，男侍也住在這裡，男侍負責移送設備傢俱，精於舉行儀式典禮。戟兵都鬈起頭髮，以示其崇高的地位。鬈髮戟兵在1527年首度登場，他們在戰爭前線清理道路。寢宮在十五世紀建造，大衛·阿加在1587年穆拉德三世統治時進行擴建。宿舍在第二庭院周圍，具有傳統的鄂圖曼房屋設計，並配有浴室、清真寺及休息室。在宿舍內外均有許多宗教銘文。與皇宮內其他建築物不同，鬈髮戟兵宿舍以木材搭建，以紅、綠為主色。

### 帝國議會

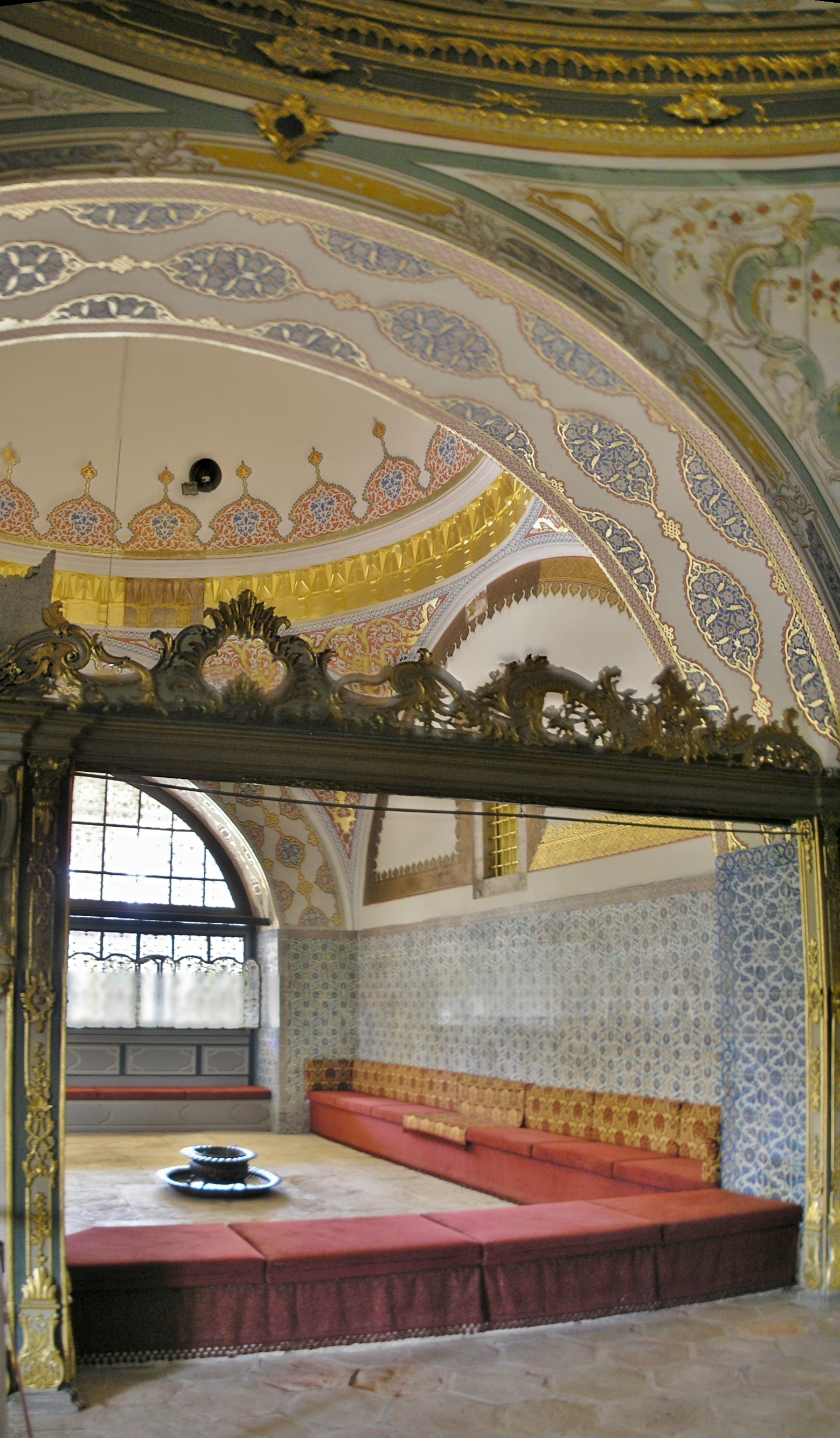
庫巴爾提，右方有一個金制窗戶。

帝國議會是帝國大臣們舉行會議的地方，由大維奇爾、維奇爾及其他鄂圖曼帝國領導組成。帝國議會又稱為庫巴爾提，意思是「圓穹下」，指議會大堂的圓頂。帝國議會位於第二庭院的西北角，鄰近吉兆之門。
皇宮內的首個議會議事廳在穆罕默德二世統治期間建造，現時的帝國議會則在蘇萊曼時期落成，由建築師阿勒烏丁所建。帝國議會經歷過多次轉變，1665年發生的後宮大火嚴重破壞了帝國議會，後來得到修復。據入口處的題字所述，在塞利姆三世及馬哈茂德二世在位時期都修建過帝國議會。
自十八世紀開始，帝國議會的重要性下降，帝國行政權逐漸轉移至大維奇爾主持的樸特，1876年8月30日是宮內帝國議會最後一次舉行會議的日期，當日的會議討論穆拉德五世的近況，他在當時已有一段時間不能理事。
皇宮內及庭院都有進入帝國議會的入口。大門處佈置了多個大理石及斑岩所制的柱子，點綴著華麗的植物，白木天花塗上金色，地面用大理石鋪成。連接帝國議會及室外的出入口具有洛可可式建築風格，以鍍金的框架配合天然光線。柱子是早期鄂圖曼的建築風格，而牆壁的色彩及裝飾則受洛可可式建築風格影響。議會主要由三座建築物組成，其中兩個可連接大門和庭院。另一座稱為底萬哈內的建築物位於底萬廣場的角落，建於十五世紀，底萬哈內以木柱門廊為出入口，後來用作議會的清真寺，在1916年被拆除。帝國議會合共有三個圓頂議事廳：
1. 庫巴爾提，帝國議會進行討論的房間
2. 帝國底萬秘書辦公的房間
3. 代夫泰哈內，保存檔案的房間[68]

帝國議會的立面上刻有詩文，講述1792年及1819年議會的修復工程，1792年及1819年正是塞利姆三世及馬哈茂德二世在位時，在外牆及內部的洛可可裝潢是在這個時期加上的。主議事廳庫巴爾提砌上了屈塔希亞的瓷磚。廳內的三張長沙發是大臣們的坐位，中央有一個小爐灶，天花懸有一個小金球，象徵地球，小金球在蘇丹的窗前，象徵蘇丹為世界伸展正義，並表示維奇爾們的權力握在蘇丹手中 。

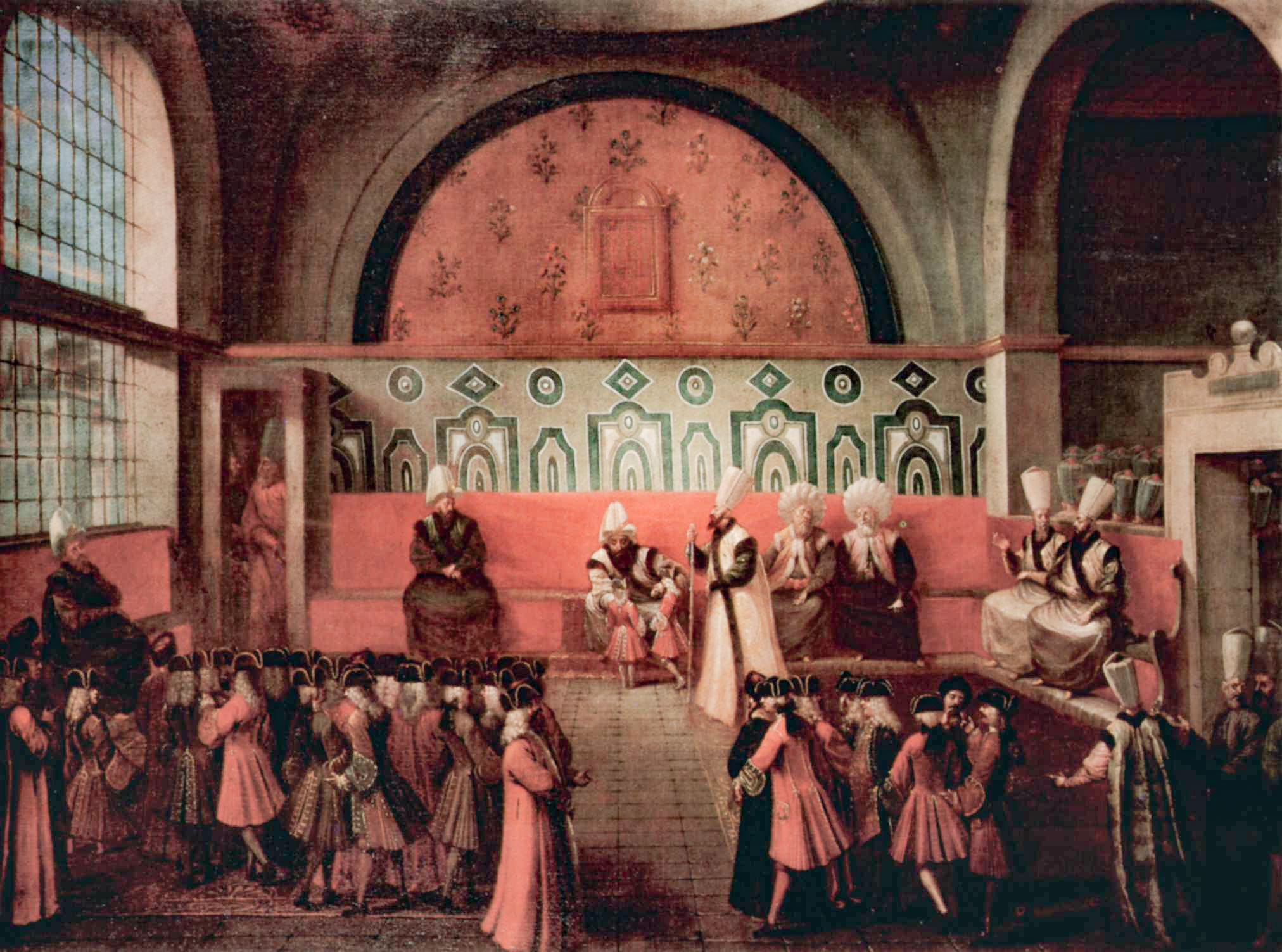
1724年讓-巴提斯特·雲·莫爾所畫，顯示大維奇爾在「圓穹下」謁見。

帝國議會會討論政治、行政、宗教及國民事務，每個星期一般會舉行四次會議（星期五、星期六、星期一及星期二），會議在清晨早禱後召開。會議須跟隨嚴格的規則進行。
議會成員包括大維奇爾、維奇爾、魯米利亞及安那托利亞的軍事領袖、財政大臣、外交大臣、大穆夫提。其他的議會參與者有帝國議會的秘書、字押的管理員、文職官員及負責紀錄會議的職員。
蘇丹及太后可透過金框窗戶跟進會議，而不用受到注視。當蘇丹敲擊窗框，或拉起紅帷時，會議便暫停，蘇丹遂傳召維奇爾們逐一進入覲見大殿聽取意見。
除了大維奇爾以外，所有官員在聖索菲亞大教堂完成早禱後依品第進入帝王之門，通過崇敬門並進入議會，等待大維奇爾前來。大維奇爾在家進行早禱，然後在侍從的陪同下進入皇宮，接受歡迎儀式後到吉兆之門，並向它行禮，表示對蘇丹的尊敬。大維奇爾進入議會後在金框窗戶下就坐並開始會議。會議普遍會持續到中午，與會者在議會內用膳後便開始聽取請願。這時，鄂圖曼帝國的平民都可來聽見。每逢有新上任的大維奇爾，也會舉行典禮。每三個月當分發薪金予禁衛軍時也會舉行重要儀式，通常也會在這一天接待外國高官，以炫耀帝國的財富及強大。大維奇爾會在議會廳接見使節，並舉行宴會。

### 正義之塔

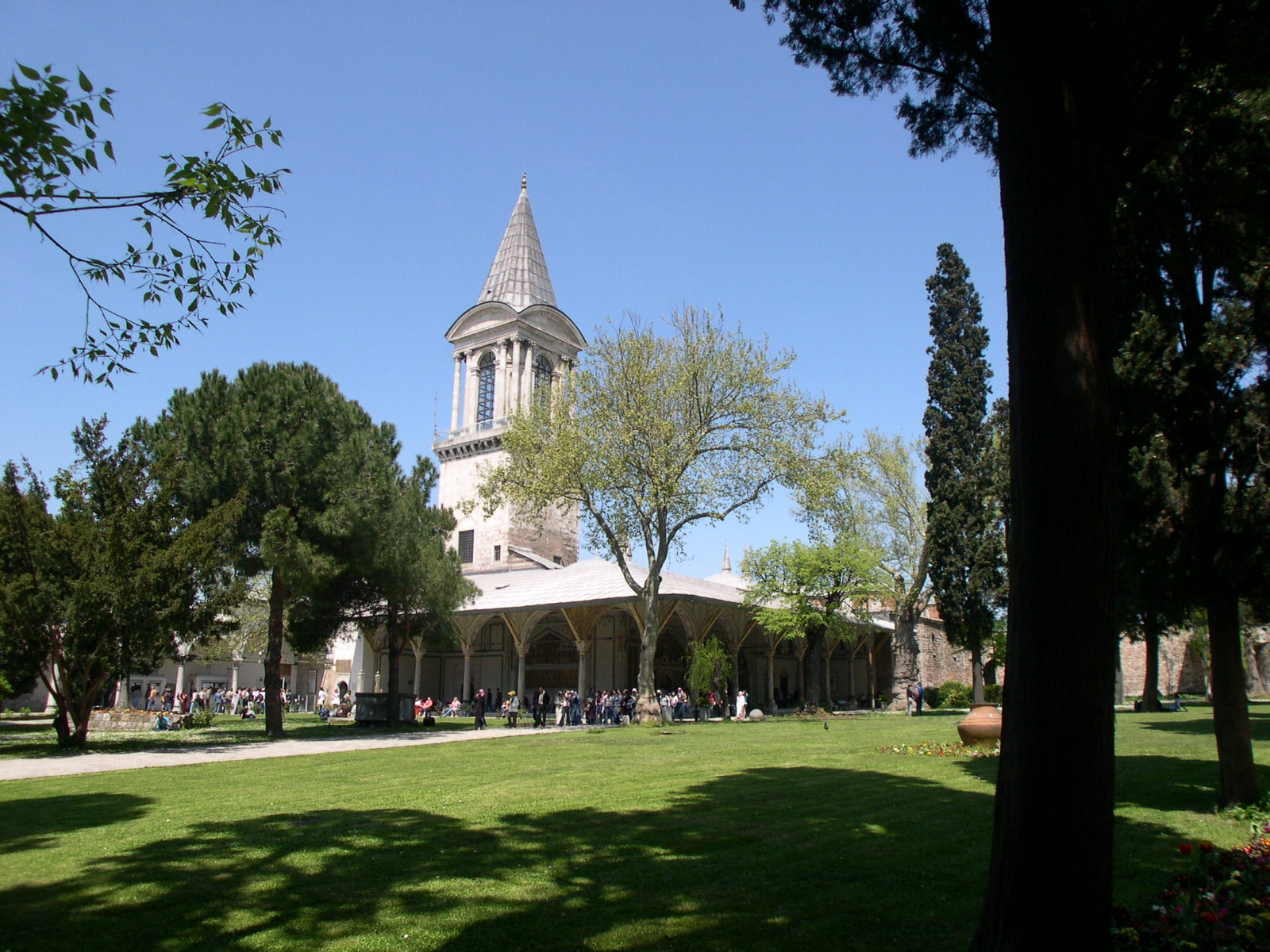
帝國議會旁的正義之塔

正義之塔位於帝國議會與後宮之間，據傳是宮內最高的建築物，讓它成為從博斯普魯斯海峽都可以看到的一個地標。正義之塔可能是在穆罕默德二世統治時期所建，在1527至1529年蘇萊曼統治期間得到修復和擴建。
1825年，馬哈茂德二世重建塔頂部分，以圓柱及文藝復興時期的山形牆構成窗戶，頗具帕拉第奧式建築風格。
正義之塔象徵蘇丹反對不正義行為的決心，讓遠處每一個看到正義之塔的人都感受到蘇丹的存在，也是蘇丹觀賞風景的地方，以往正義之塔的窗戶是有格子的，以免外面的人看到蘇丹。在正義之塔上可以看到帝國議會的金框窗戶，加強了正義象徵的重要性。

### 帝國寶庫

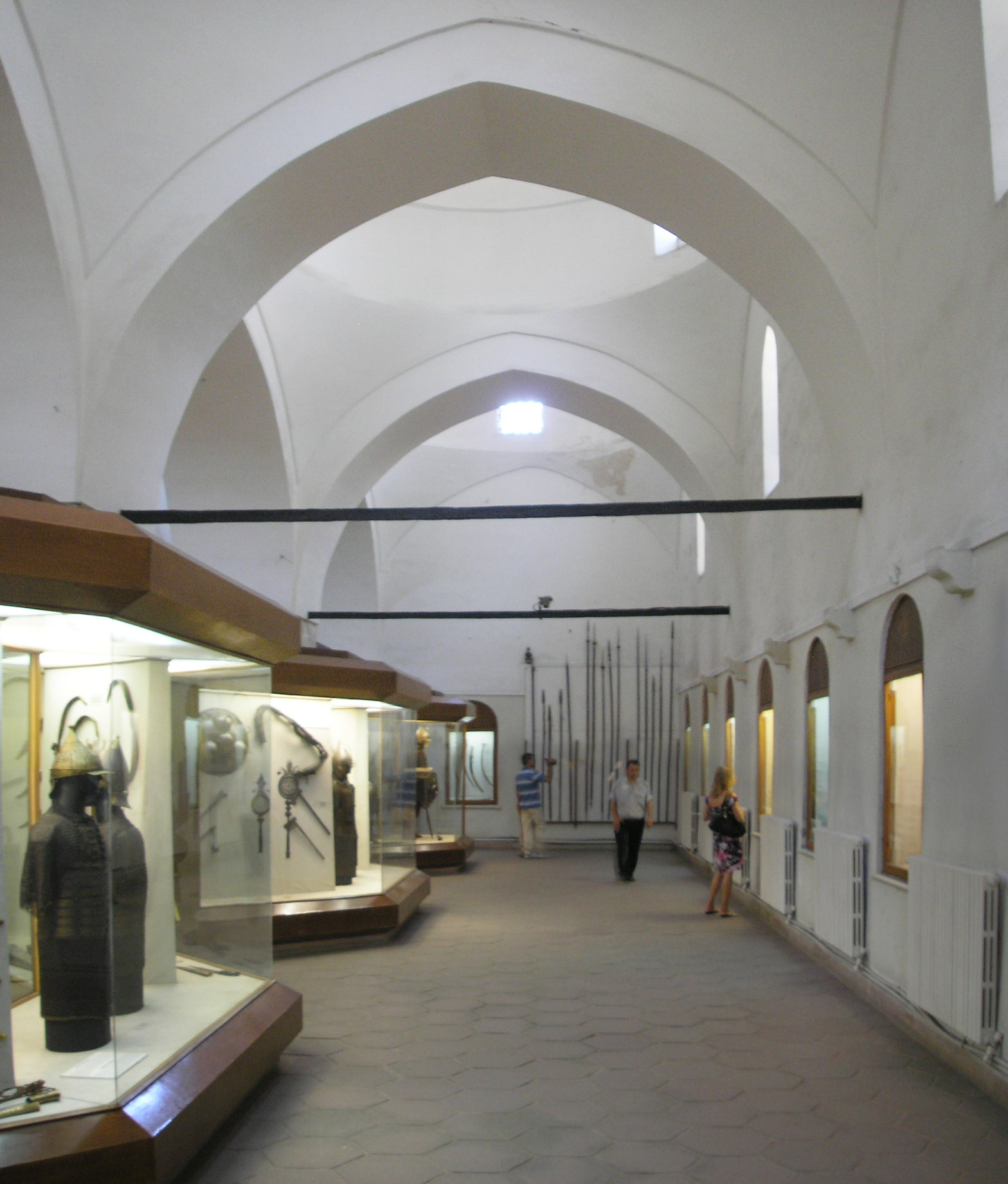
昔日的帝國寶庫，現今收藏了大量軍備。

帝國寶庫在現今成為展示武器及裝甲的場所。由於在第三庭院裡有另一個寶庫，第二庭院的這個便稱為外寶庫。雖然帝國寶庫並沒有任何附帶日期的銘文，根據其建築技巧及設計推測，國庫應建於十五世紀末蘇萊曼一世統治時期，在後來經過多番修復。它是由石塊及八塊拱形磚塊建成，每塊拱形磚塊長5米，闊11.4米。
帝國寶庫用以支持帝國的行政開支。蘇丹及財政部賞賜給維奇爾、使節及皇室人員的土耳其長袍及其他貴重物品都儲存在這裡。禁衛軍的季度給俸都要經由執掌御璽的大維奇爾批核。1928年，即托卡比皇宮成為了博物館的四年後，存放在這裡的兵器及盔甲開放給公眾參觀。
1937年，在帝國寶庫前發掘出拜占庭宗教建築物的殘骸，已無法辨認，以「托卡比皇宮大教堂」或大教堂宮著稱。
另外，在帝國寶庫外有一塊兩米高的指標石，是1790年塞利姆三世樹立的。

#### 兵器收藏
國庫收藏了遺留在皇宮內的兵器，是世界上伊斯蘭兵器收藏量最多的地方之一，涵蓋了由七世紀至二十世紀約一千三百年間的兵器。宮內的兵器收藏有由鄂圖曼帝國自行生產，亦由征服所得及贈送而來的。鄂圖曼帝國的武器佔了收藏量的大多數，但亦蒐集了倭馬亞王朝和阿拔斯王朝的刀劍及馬木留克和波斯的盔甲、頭盔、劍、斧等，另有少數歐亞的兵器。現時公開展示的有大約400件兵器，許多都刻有文字。

### 吉兆之門

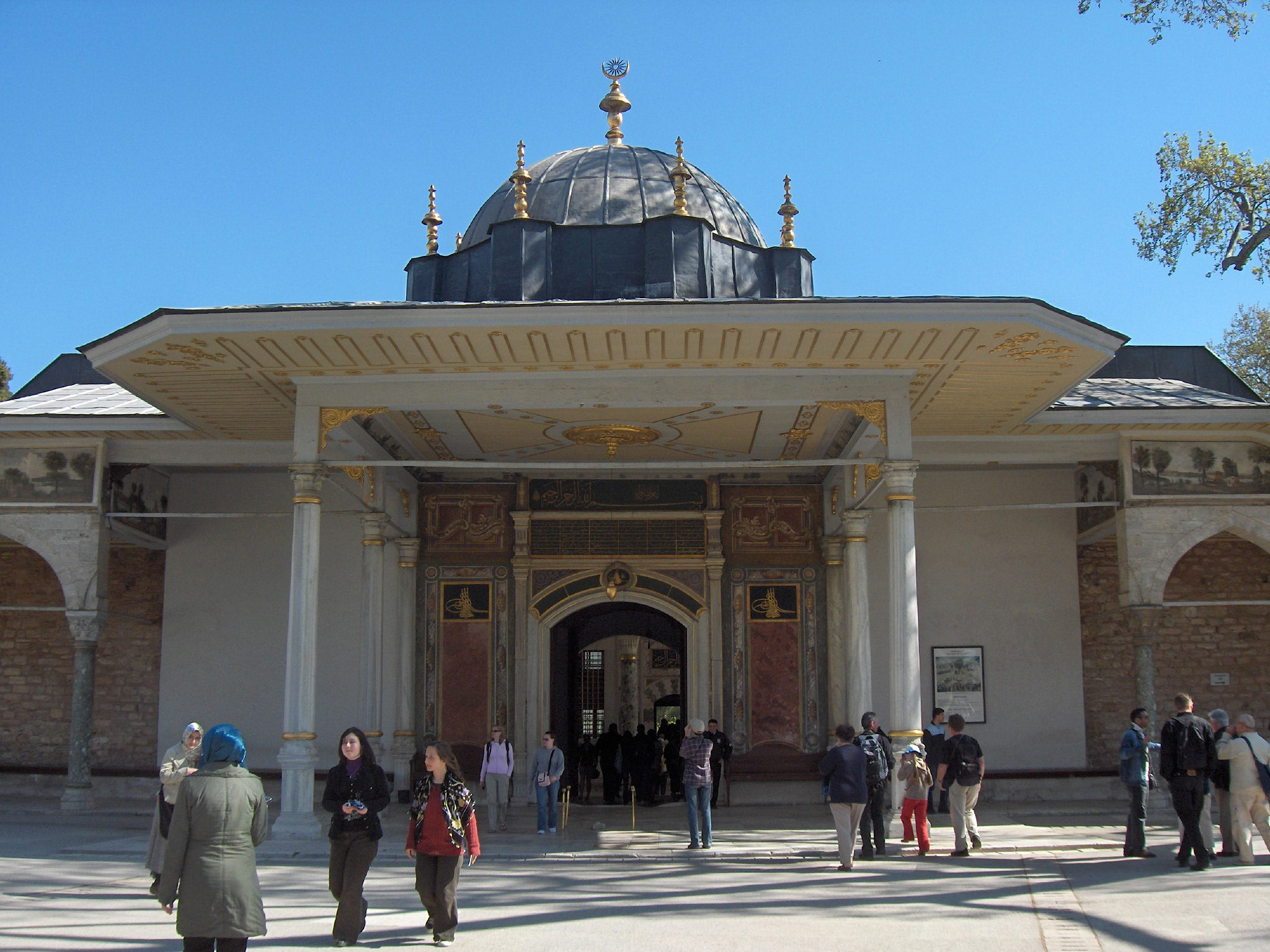
吉兆之門

吉兆之門是第三庭院（內廷）的入口，區隔外朝。第三庭院主要是宮中的私人領域及居所。吉兆之門的圓頂由大理石柱子支撐著，標誌著蘇丹在宮內。任何人在沒有蘇丹的准許下不得擅進，即使是大維奇爾也只可在特別日子及特殊情況下才可得到授權進入。
吉兆之門可能是十五世紀穆罕默德二世統治時期建造，在1774年穆斯塔法三世及馬哈茂德二世統治時修建成洛可可風格，後來又在入口及蘇丹字押的上方寫上古蘭詩文。部份天花板上色及貼上金箔，天花中央懸掛著金球。牆身則以巴洛克建築風格為主，並畫上風景縮畫。
吉兆之門及底萬廣場用作舉行特別慶典。在宗教、慶典節日及新官上任向蘇丹宣誓效忠時，蘇丹會坐在吉兆之門前方。蘇丹的葬禮也會在吉兆之門前舉行。
吉兆之門由蘇丹的後宮宦官首領掌管。
吉兆之門前面有一塊小石，出征前大維奇爾及軍官在此舉行宗教儀式並展示伊斯蘭先知穆罕默德的旗幟，然後帶上該旗幟出征。

## 第三庭院

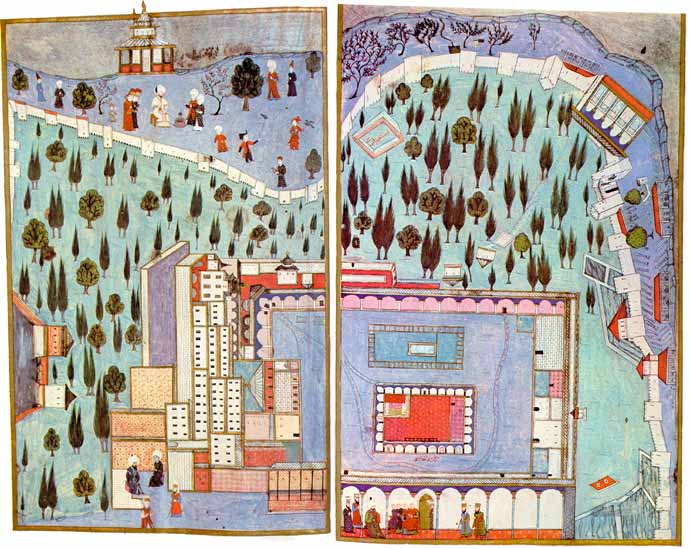
縮畫裡描述的第三庭院。

通過吉兆之門後便是第三庭院，又稱為內廷（土耳其語：Enderûn Avlusu），是托卡比皇宮的心臟地帶，為蘇丹除後宮之外的生活場所。這裡是一個翠綠的庭園，散佈著私人宮殿、寶庫（收藏著鄂圖曼時代的貴重物品，包括宗教遺產）、後宮、亭樓等建築物，艾哈邁德三世的圖書館則位於第三庭院的正中央。第三庭院的進出受到嚴格限制，禁止外人擅進。
第三庭院裡到處都是僮僕（土耳其語：Ağas，音譯為「阿加斯」）的住處，他們專責服侍蘇丹。僮僕都要學習藝術，如音樂、繪畫及書法，表現出眾者可成為「哈斯·奧達利·阿加」（先知聖蹟的持有者、蘇丹的私僕），甚至是官員。
第三庭院由穆罕默德二世設計，其面積與第二庭院相當。第三庭院的設計嚴謹，不得作大規模的修改。穆罕默德二世繼後的蘇丹就寢處更為隱蔽，遷至更深入的第四庭院及後宮。1584年所繪的縮畫顯示，蘇丹在第三庭院看似是亭台的地方接見朝臣。

### 覲見廳

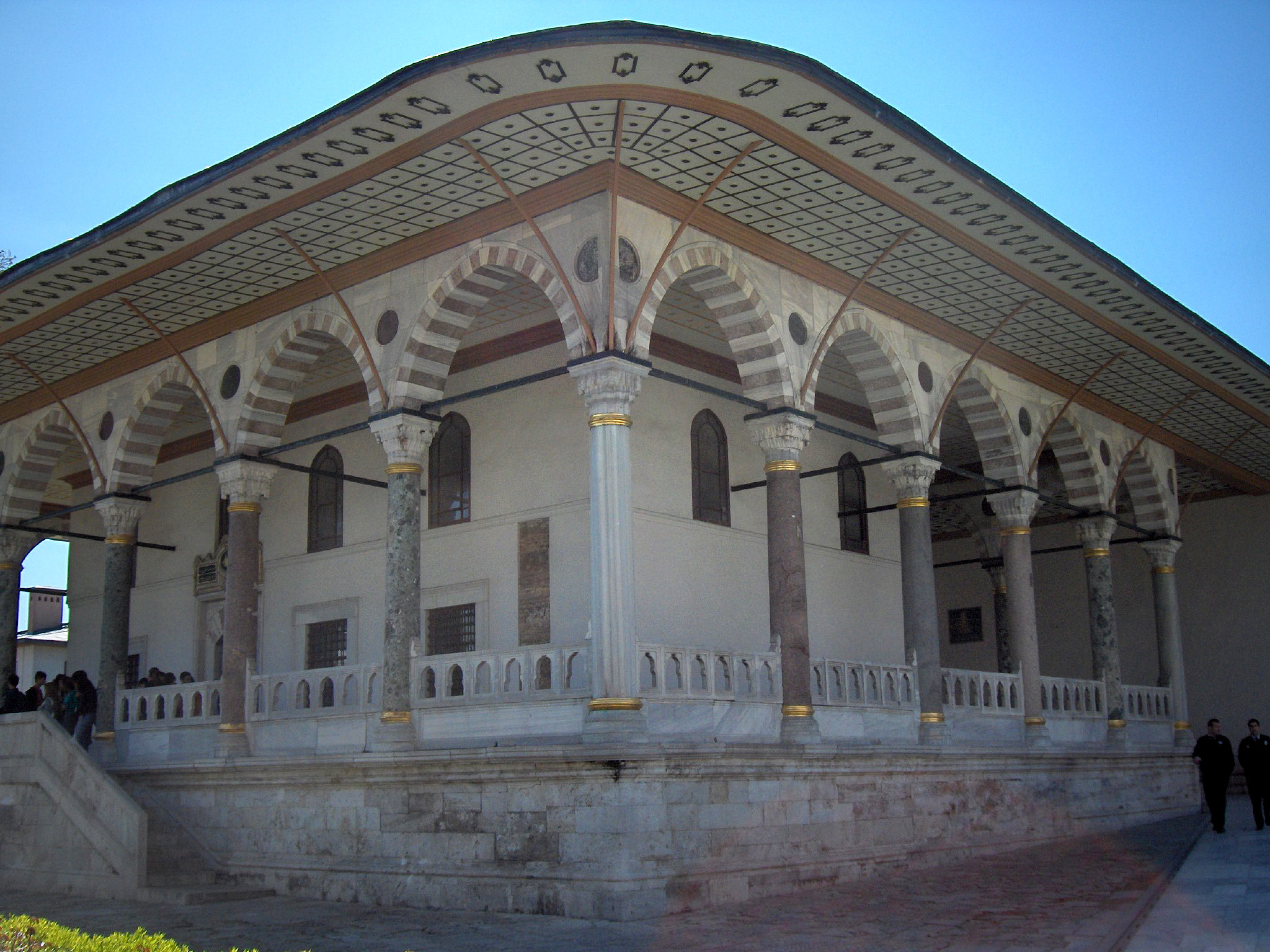
覲見廳

覲見廳，又稱為覲見殿或請願廳，位於吉兆之門後方，遮擋著第三庭院。這方形的建築物具土耳其特色，由二十二支圓柱組成的柱廊環繞在外，支撐著有懸簷的大屋頂。內裡有一圓頂狀的房間，還有兩個相接、較細小的房間。為了對比在第二庭院的帝國議會，覲見廳則稱為「內議事堂」。

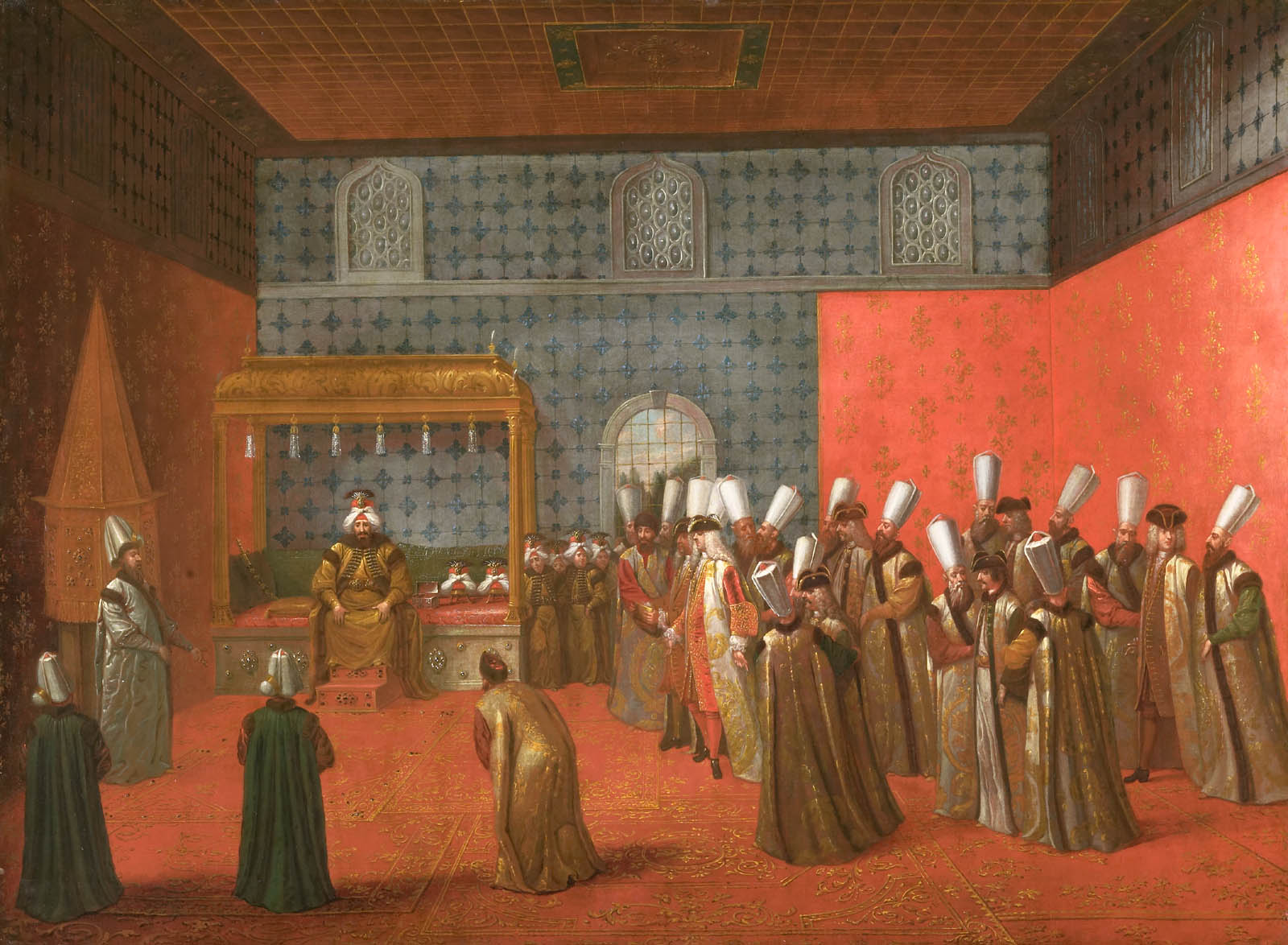
1727年9月讓-巴提斯特·雲·莫爾所繪的作品，顯示艾哈邁德三世接見使節的情況。

覲見廳歷史悠久，建於十五世紀，在蘇萊曼統治時加以裝潢。蘇丹會在這裡坐上有篷的御座上接見維奇爾、官員及外使，聽取意見。據當代的使節柯爾尼留·杜普里斯烏斯·德善普在1533年記錄：
|  | 蘇丹坐在稍高、鋪上金布、鑲有大量寶石的御座上，四周都有價值連城之軟墊。廳的牆壁上全都是馬賽克式的工藝作品，蔚藍與金光爭艷鬥麗。大殿內壁爐的外部為銀製，並包上黃金。大廳另一側的牆壁上卻有泉水湧出。 |

維奇爾會到覲見廳向蘇丹稟報，蘇丹會按照他們的表現賞懲。表現良好的維奇爾會獲賞賜禮物或升官，最壞的情況則是被蘇丹指派的聾啞宦官勒死，所以，官員進入覲見廳述政時並不知道能否活著出來。
在接待外國使者時，覲見廳會舉行最繁複的儀式。使者在官員偕同下親吻蘇丹袍服下襬邊緣，在儀式舉行時，御座會加上華美的裝飾。
現時在覲見廳內的御座上有天蓋，是穆罕默德三世下令制製造的。御座上的瓷漆天花鑲上一些葉形珠寶，並有象徵權力的搏鬥巨龍和傳說中的鳥類西牟鳥。御座面料由多塊提花錦緞合成，並鑲有紅寶石、綠寶石及珍珠。
覲見廳的天花漆上青藍色，以金色的星辰點綴，牆身的磚塊都是藍、白或青色的，並且配有珍貴的地毯及枕頭，這可令到訪者留下深刻的印象，同時不忘對蘇丹的權力感到敬畏。1723年，艾哈邁德三世修建覲見廳，1856年遭到大火破壞，及後重建至今日的面貌。今日所看見的覲見廳內部和昔日有很大的差別。

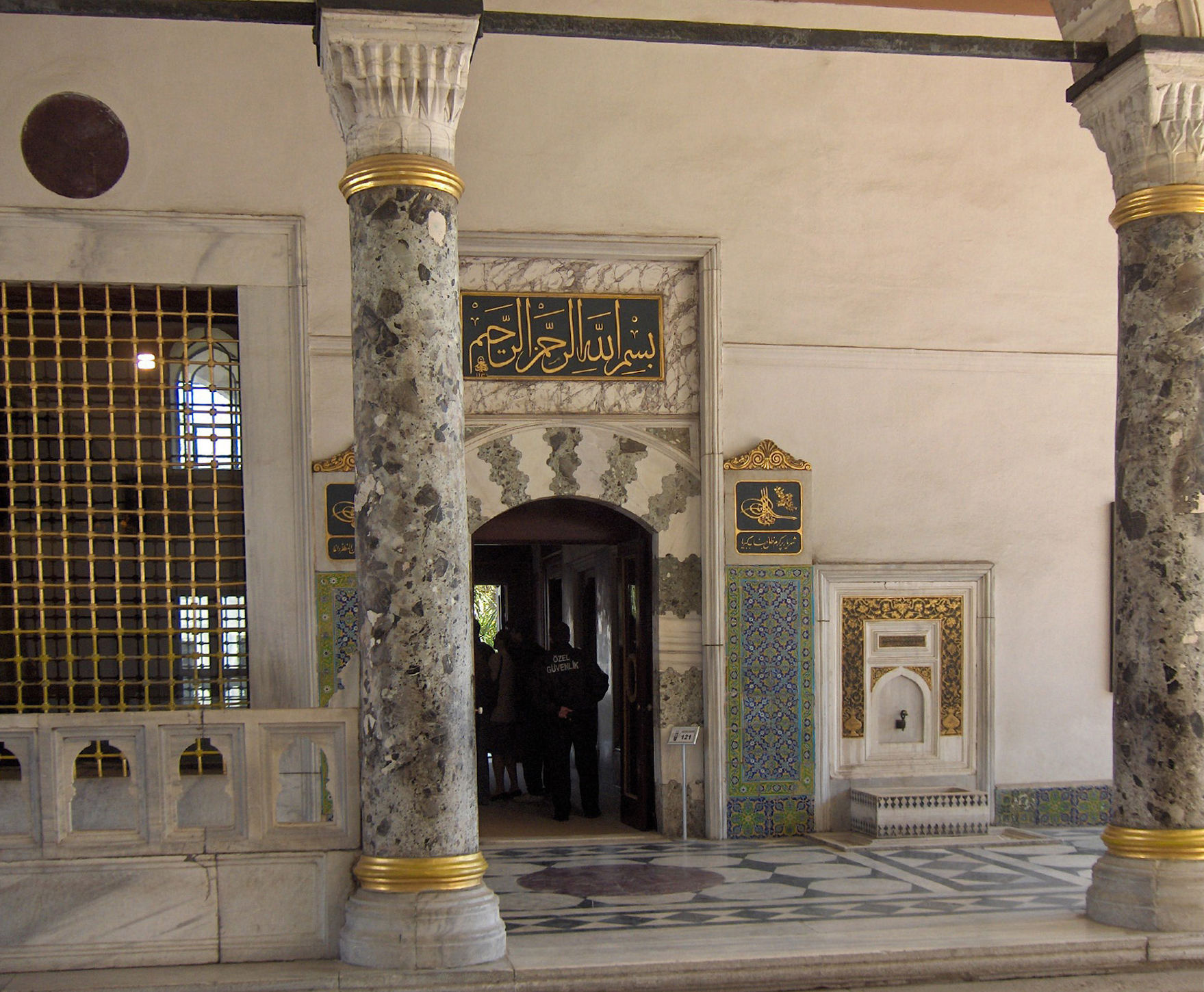
覲見廳的主入口

覲見廳的兩道前門與走廊相連，另有一個後門。前門是讓官員和使者出入的，後門是蘇丹專用的。前門的刻文包括蘇丹字押，內容大體是讚美阿卜杜勒·邁吉德一世，註記日期為1856年。門頂上刻劃了太斯米（伊斯蘭教義，意思是「奉至仁至慈真主之名」），也註有刻劃的年份－1723年，即艾哈邁德三世統治時期。門兩面的鑲板在後期的修繕工程裡加上。
蘇萊曼一世在近門處加建了一個小水泉，不但用於清洗，其水聲能阻止其他人聽到秘密會議的談話。波斯的詩詞提到蘇丹是「寬大、正義及仁善的泉源」，故水泉又可象徵蘇丹。
使節送贈的禮物都放在兩道前門之間，左方的皮什凱什門（皮什凱什意思是「贈給優越者的禮物」）上在1810年刻有銘文。
遠征軍宿舍位於覲見廳後方的東面。

### 遠征軍宿舍
現時的遠征軍宿舍儲存著一些皇室服飾藏品，價值不菲的衣物收藏多達2500件，當中大多是珍貴的蘇丹長袍。這裡亦收藏了約360件陶器制品。
穆拉德四世在1635年興建遠征軍宿舍，艾哈邁德三世在十八世紀早期進行修復。遠征軍宿舍的屋頂呈拱形，由14支柱子支撐。征服者之亭座落在遠征軍宿舍的東北方。

### 征服者亭樓

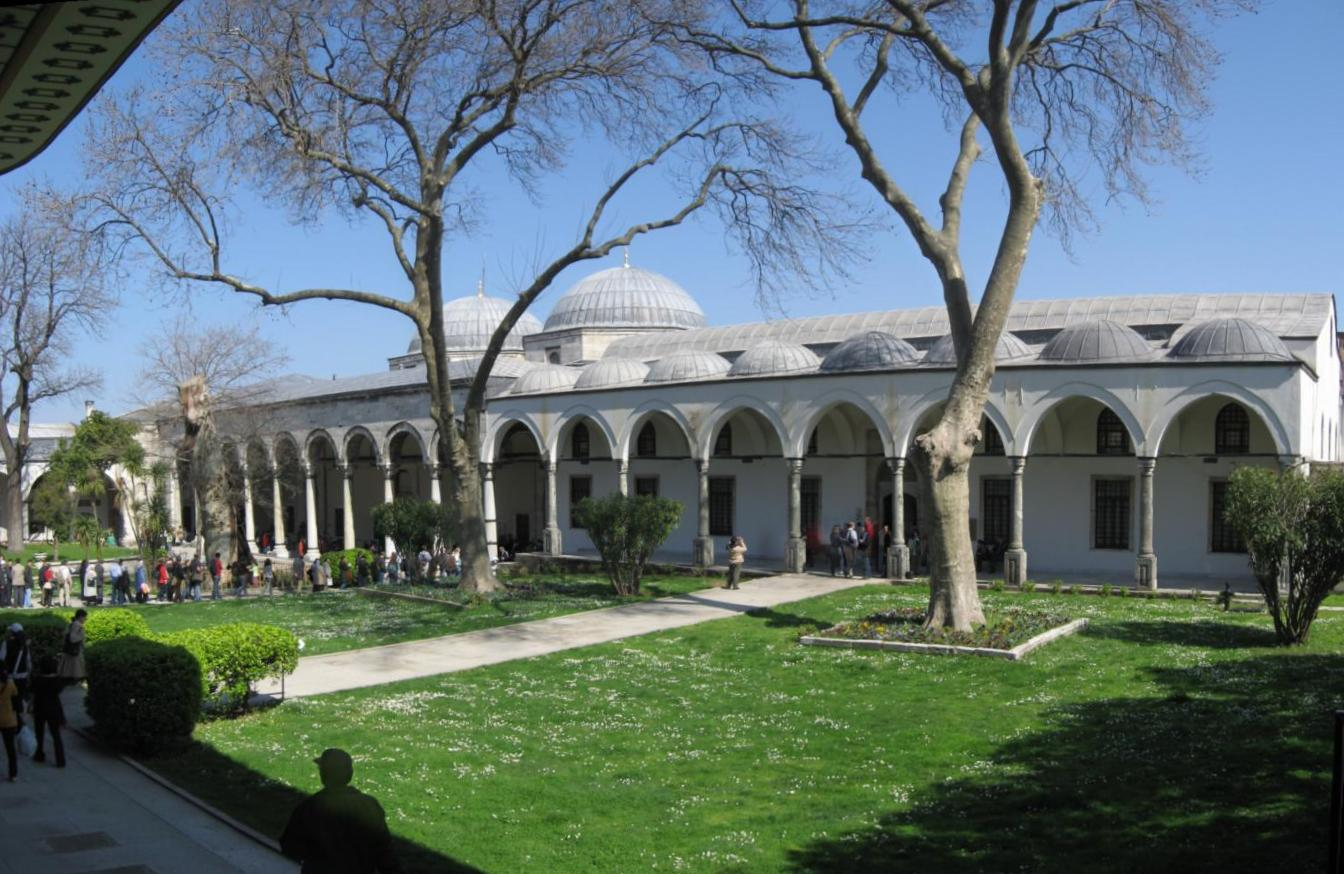
征服者亭樓收藏了一些寶物

征服者亭樓及其拱廊日是穆罕默德二世在位時建造的其中一個亭樓，也是宮裡最古老的建築物之一，建於1460年左右，即動工興建托卡比皇宮的時候。征服者之亭用作儲存工藝作品，也收藏帝國寶物。
征服者亭樓最初有三個房間：一個可俯瞰馬摩拉海的露臺、一個地下室及相連的哈曼，即土耳其浴室。征服者亭樓共有兩層，建在懸崖頂部，可在征服者亭樓的門前以極佳的角色觀賞馬摩拉海及博斯魯斯海峽。下層有多個服務間，上層有四間套房，一條大走廊，當中有兩道拱門，其中兩間套房是圓頂的，樓閣甚高。所有房間都可透過那歷史價值極高的拱門看到第三庭院。對著花園那邊的柱廊都以高大的門連接四個房間。塞利姆一世執政時，他將來自埃及的寶物儲存在這裡，在此前，即穆罕默德二世及巴耶塞特二世統治時，征服者亭樓內的那些房間，曾經是宮內最舒適的房間。在開挖地下室的時候發現了拜占庭的一間洗禮所。

#### 帝國寶庫

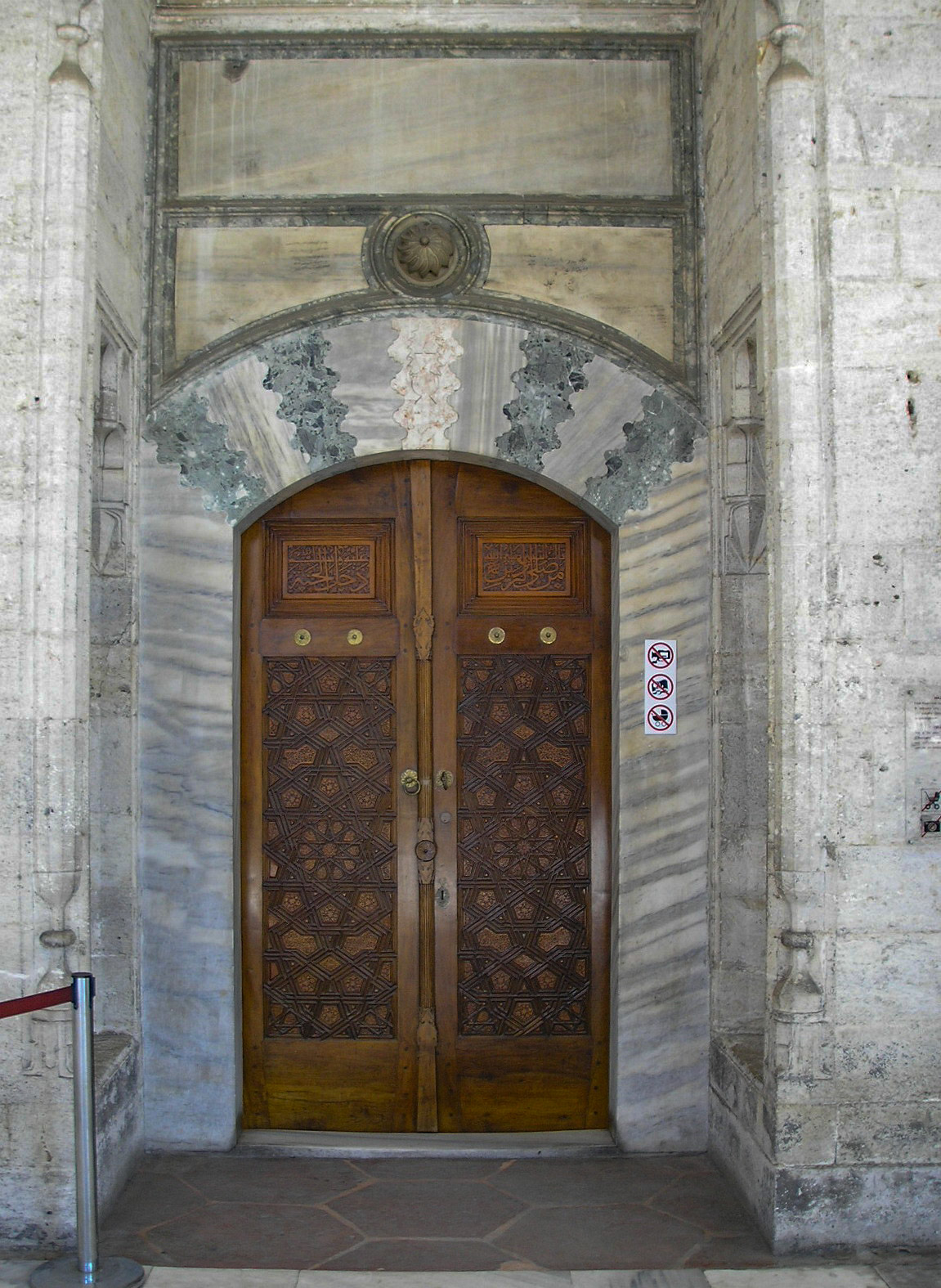
通往帝國寶庫的門

帝國寶庫是收藏工藝品、珠寶、傳家之寶及錢財的地方，所有寶物都屬於鄂圖曼帝國。自從托卡比皇宮成為博物館後，這裡便用作展示這些寶物。藏在帝國寶庫的寶物大抵都是禮品、戰利品及皇宮工匠的作品。司庫長（土耳其語：Hazinedarbaşı）負責掌管帝國寶庫。在蘇丹的登基儀式上，蘇丹也會按傳統來到帝國寶庫。
帝國寶庫內的展品都是從那些寶物當中挑選出來的，主要是以黃金及其他珍貴原料制造的珠寶。寶物分別在四個相連的房間裡展出。第一個房間收藏了穆斯塔法三世的一件盔甲，由一件鐵製鎖子甲，鑲上金銀珠寶，還有他的鍍金劍、鍍金馬蹬及盾牌。此外，還有屬於蘇丹的古蘭經封面，封面上鑲上珍珠、嵌上珍珠母及象牙的穆拉德四世寶座、十七世紀印度的金色音樂盒，盒上有一個金光閃閃的大象飾物。其他展品包括飾有稀有寶石的透明櫥櫃、珍石、綠寶石及經過切割的鑽石。
第二個房間儲存了一柄匕首，稱為托卡比匕首，金劍柄飾有三顆大綠寶石，劍鞘的表面以瓷釉及鑽石制成。1747年，蘇丹馬哈茂德一世造了這柄匕首給波斯的納迪爾沙阿，但波斯的使者還未取得這柄匕首回國之際，沙阿已被暗殺，故蘇丹仍保有這柄匕首。這短劍是電影《托卡比》的要素。房間的正中擺放著艾哈邁德一世的胡桃木製寶座，寶座上嵌有珍珠母及龜殼，由賽德夫哈爾·穆罕默德·阿加所製。這裡還展示了蘇丹及其馬匹的豪華羽飾，羽飾上釘上鑽石、綠寶石及紅寶石。除此之外，有一個形似船舶的玉碗，是俄國尼古拉二世的禮物。
在第三個房間裡，最耀眼的寶石莫過於湯匙小販鑽石，它置在銀器上，以兩列四十九顆鑽石圍繞其中。傳聞這顆鑽石被一位維奇爾在市集上購得，物主認為它只是一顆沒有價值的水晶。這裡有兩個大型金製燭台，每個重48公斤，鑲有6666顆鑽石，這是蘇丹阿卜杜勒·邁吉德一世送給聖城麥加克爾白的禮物，在不久後，鄂圖曼帝國瓦解，失去了對麥加的控制，燭台被送回伊斯坦堡。另有一個金製的儀式用寶座，鑲有電氣石，在1585年奉伊布拉希姆·帕夏之命製造，獻給蘇丹穆拉德三世。在一些特殊儀式裡，這寶座會放在吉兆之門前。
馬哈茂德的寶座是第四個房間的主要展品，那是印度式的金製寶座，綴上珍珠及綠寶石，是十八世紀波斯的納迪爾沙阿送給蘇丹的禮物，還有聖若翰洗者的前臂、燧發槍、劍、匙，都飾以黃金及珠寶。這裡的一個金制神龕，內裡放置了先知穆罕默德的斗篷。

### 細密畫及肖像畫廊

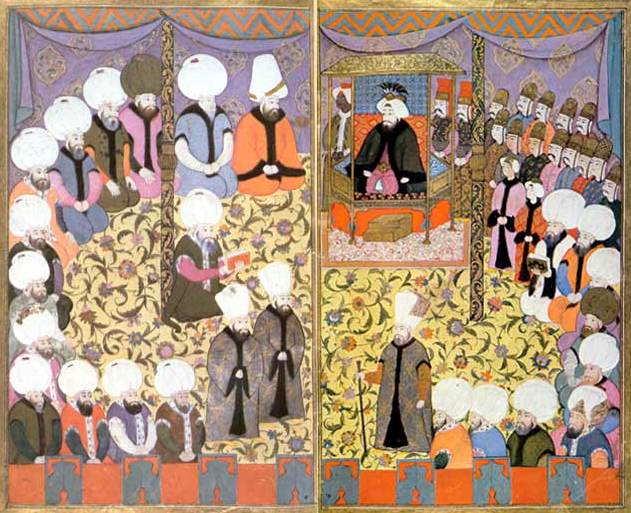
收藏在宮內的細密畫蘇爾納梅-伊·韋赫內比

帝國寶庫以北的男侍寢宮現時轉為細密畫及肖像畫廊，下層收藏一些重要的書法及肖像畫，其中可看到一本非常珍貴及古老的古蘭經，該古蘭經以庫法體寫成，是手抄本，另外有一本四世紀的阿拉伯語聖經。土耳其海軍司令皮瑞·雷斯所繪的皮瑞·雷斯地圖更是無價之寶，地圖上顯示了部分歐洲西部及北非，巴西海岸亦依稀可辨認。上層集合了多位蘇丹的肖像，大部分都是複印本，因為原稿過於脆弱。穆罕默德二世的肖像由威尼斯畫家真蒂莱·贝利尼所繪。其他重要的細密畫分別收藏在這畫廊、宮廷圖書館及其他地方，包括許內爾納梅、薩漢沙納梅、薩拉耶相集、西耶爾-伊·內比、蘇爾納梅-伊·許姆雲、蘇爾納梅-伊·韋赫內比及蘇萊曼納梅等。

### 內廷圖書館（穆罕默德三世圖書館）

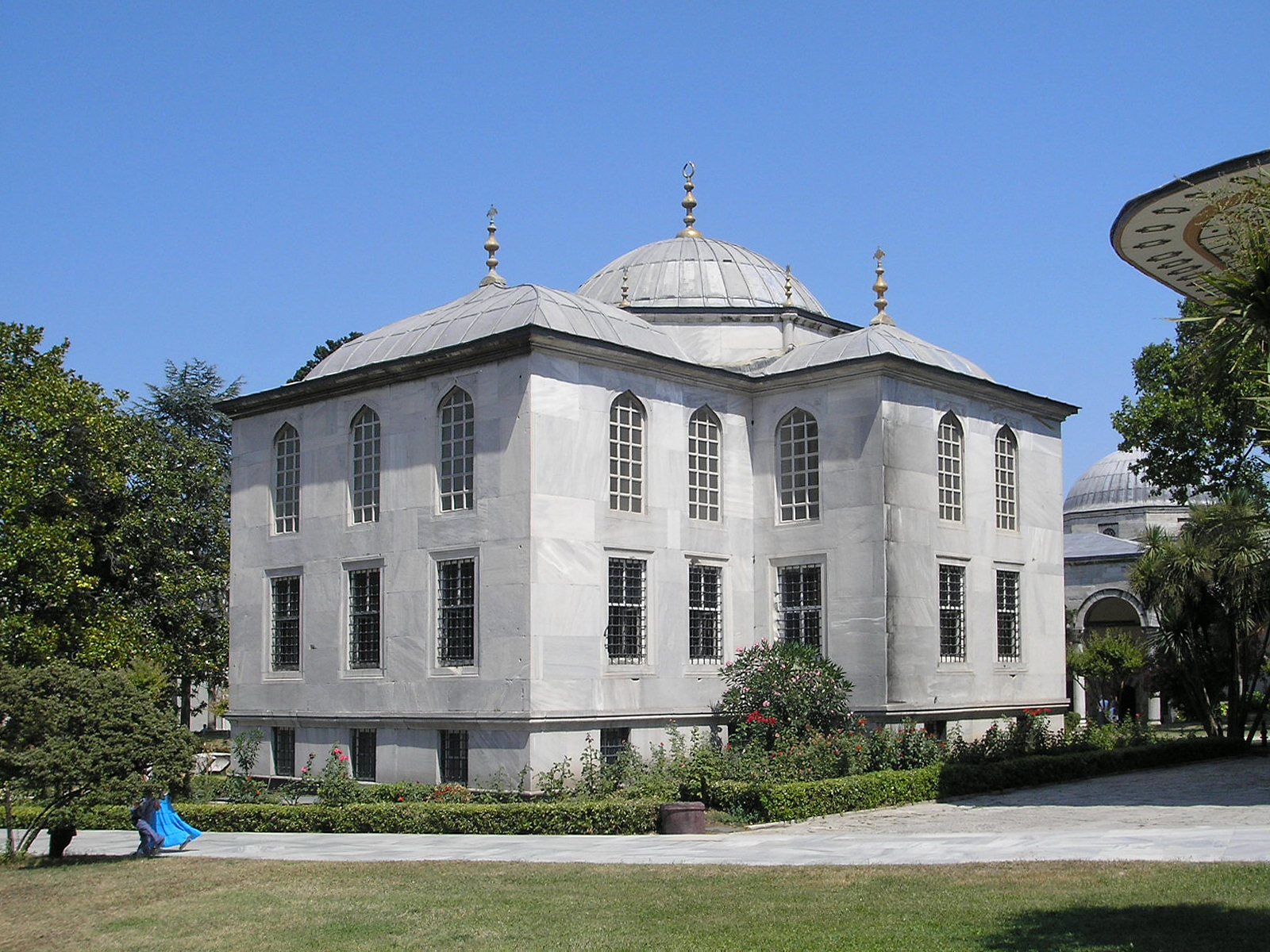
內廷圖書館（穆罕默德三世圖書館）

具新古典主義風格的內廷圖書館，或音譯為恩德崙圖書館，又稱穆罕默德三世圖書館，在覲見大殿的正後方、第三庭院的中間。皇室建築師密瑪爾·貝希爾·阿加在1719年奉蘇丹艾哈邁德三世之命，在當時池亭的基礎下興建內廷圖書館，而原本池亭的柱廊可能就是帝國寶庫前方那個。內廷圖書館是十八世紀鄂圖曼建築的佳作，建築表面以大理石構成。圖書館有四條長度相當的通道，構成十字，中間是一個圓拱形的廳堂，有三個矩形的隔間。十字通道的其中一條路連接大門，可透過兩邊的樓梯到達大門。中間拱形廳堂之下有一個精巧的飲用噴泉，四邊都有壁龕。圖書館有地下室，以免珍貴書籍沾上濕氣。部分牆身用伊茲尼克的磚塊砌成，圓拱頂部上了色。書籍都放在櫃子裡。對著入口的壁龕是蘇丹的私人閱覽間。
館內主要收藏神學、伊斯蘭法令及其他鄂圖曼土耳其語、阿拉伯語及波斯語的著作。當時收藏了超過3500份手稿，有些更鑲嵌了珠質及象牙質。現今，這些書籍收藏在圖書館以西的阿加斯清真寺。托卡比手稿是當中最重要的，那是伊斯蘭第三任哈里發奧斯曼·伊本·阿凡時期的古蘭經複本。

### 阿加斯清真寺
阿加斯清真寺是宮內最大的清真寺，也是宮內最古老的建築之一，建於十五世紀穆罕默德二世統治時期。蘇丹和阿加斯也會來這裡祈禱。阿加斯清真寺位於第三庭院的對角線上，使阿加斯清真寺的敏拜爾遙對麥加。1928年，恩德崙圖書館的書籍轉移到這裡，合共收藏了13500份鄂圖曼帝國所得的土耳其語、阿拉伯語、波斯語及希臘語的手稿。皇室男侍寢宮位於阿加斯清真寺的東北方。

### 皇室男侍宿舍
皇室男侍宿舍，即現今的帝國肖像展覽館，這是蘇丹宮殿的一部分。那些肖像畫描繪了鄂圖曼帝國蘇丹的模樣，還有一些蘇丹的珍貴照片。整個房間都保持著恆溫，保護著這些肖像。蘇丹很少會在公眾場合現身，因此一些早期蘇丹的肖像只是理想化的肖像，並不反映真實。自從思想現代化的馬哈茂德二世上任及推行現代化改革後，才開始出現蘇丹的真實肖像畫。鄂圖曼帝國蘇丹的家系圖是這個展覽館的一個特色。
這圓頂建築以柱子支撐，部分柱子是來自拜占庭的，其中一條柱子上清晰刻有一個十字架。

### 私室
私室，即聖跡之室，包括神聖斗篷之亭，是錫南建於穆拉德三世統治時期。私室是蘇丹處理政務的地方。
私室在現今收藏了先知穆罕默德的斗篷及他的劍、一顆牙齒、一根鬍鬚、馬刀、一封親筆信及其他聖髑，是為神聖遺跡。其他的宗教相關物件也在這裡展示，如首四任哈里發的劍、摩西之杖、約瑟的頭巾及穆罕默德女兒的地毯。當時的蘇丹也只能夠每年進入這裡一次，在賴買丹月的第十五日。現在，任何遊客也能觀賞這些物品，許多穆斯林會來這裡朝聖。

## 後宮

後宮設計圖 （詳情請點入圖像）

帝王後宮是蘇丹私人寓所的一部分。後宮也是蘇丹的母后蘇丹皇太后、后妃、未婚或孀居皇女、未成年皇子及僕役的家園。後宮由一連串的建築物組成，它們之間以走廊及庭院連接。在後宮居住的每個服侍隊伍及每一階級都以一個庭院為中心劃分生活空間。屋子的數量並不能確定，約有100間，當中只有少量開放給公眾。這些屋子分別被後宮宦官、吉茲拉阿迦、女官、后妃、太后、皇女及未成年皇子所據。除了蘇丹、太后、后妃皇女及未成年皇子外，禁止任何人擅進後宮。
後宮在十六世紀加建新翼，後宮的房屋及特徵是由密瑪爾·錫南所設計。後宮以馬車之門接連第二庭院，後宮在歷年來不斷擴展，成為一個大型建築群。從十五世紀建造後宮時，直到十九世紀初都有新的建築物落成，故後宮可以體現多年來建築風格和裝潢的變化。後宮的部分在馬哈茂德一世及鄂圖曼三世統治時重新裝潢成意大利式的巴洛克風格，可與鄂圖曼的傳統裝修對照。

### 馬車之門

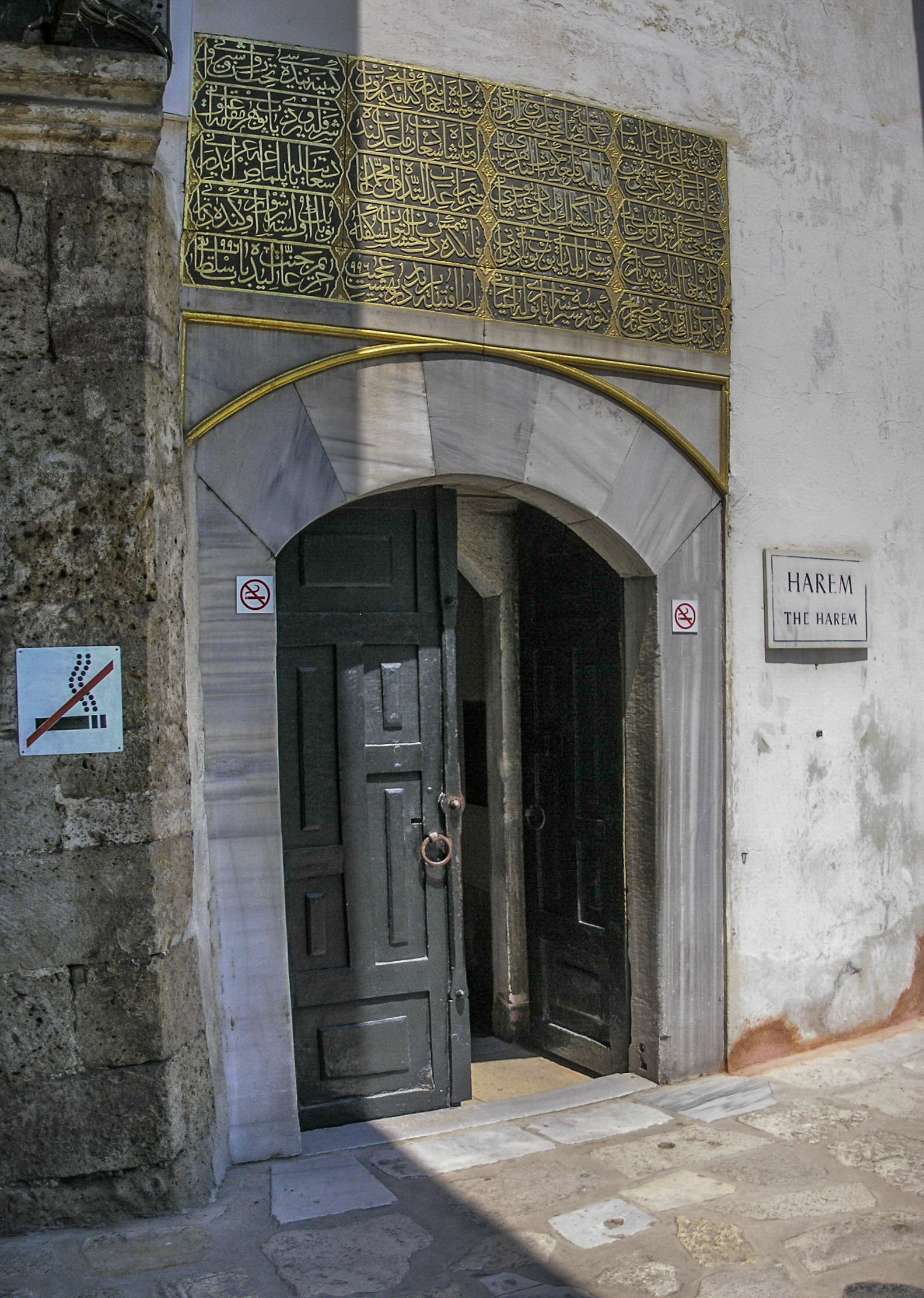
馬車之門

由第二庭院接連後宮的入口稱為馬車之門，門後是圓頂壁櫥間。這裡是1587年穆拉德三世執政時所建，後宮司庫在這裡辦公，契約記錄收藏在櫃子裡，並由後宮宦官首領掌管。後宮的宗教及其他支出、蘇丹及其家人的財政記錄在會儲藏在這裡。

### 浴泉殿

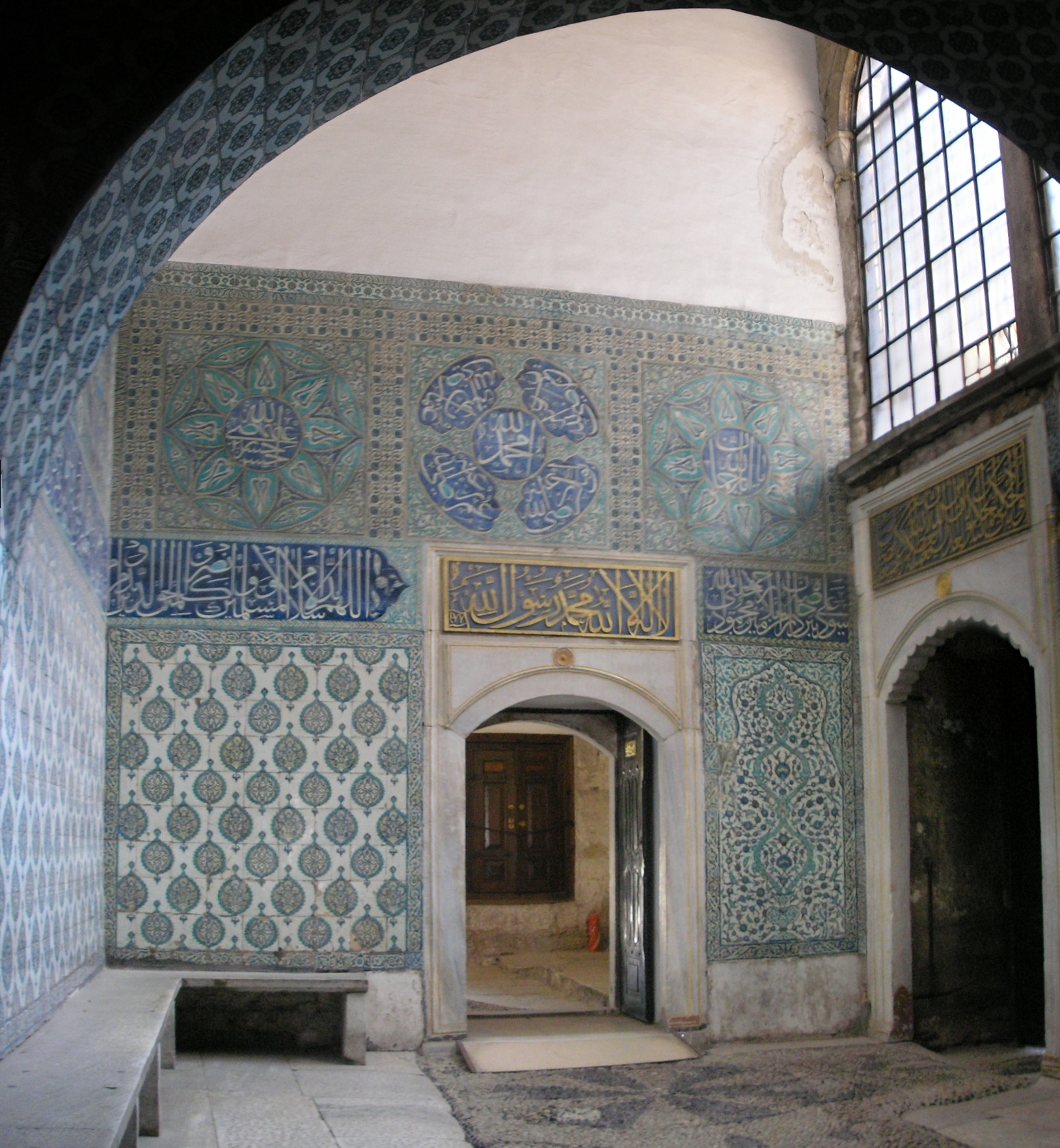
浴泉殿

浴泉殿，又稱泉沙發，在1666年後宮大火後重建，大火發生在1665年。浴泉殿是進入後宮的前堂，由後宮宦官守衛。這裡可連接後宮、禁苑、後宮宦官清真寺及正義之塔。牆身鋪上十七世紀的屈希亞平鋪磚。寺前的馬墩幫助蘇丹上馬，長凳則是供守衛休息。昔日這裡的噴泉正是浴泉堂名字的由來，後來被移到穆拉德三世的私殿。
左面有一座小清真寺供黑人宦官使用，所鋪的淺綠、白及藍磚塊是十七世紀穆罕默德四世統治時期製作，設計的藝術性雖高，但成品質素不及十六世紀的磚塊，上面的彩繪亦已褪色。

### 宦官庭院

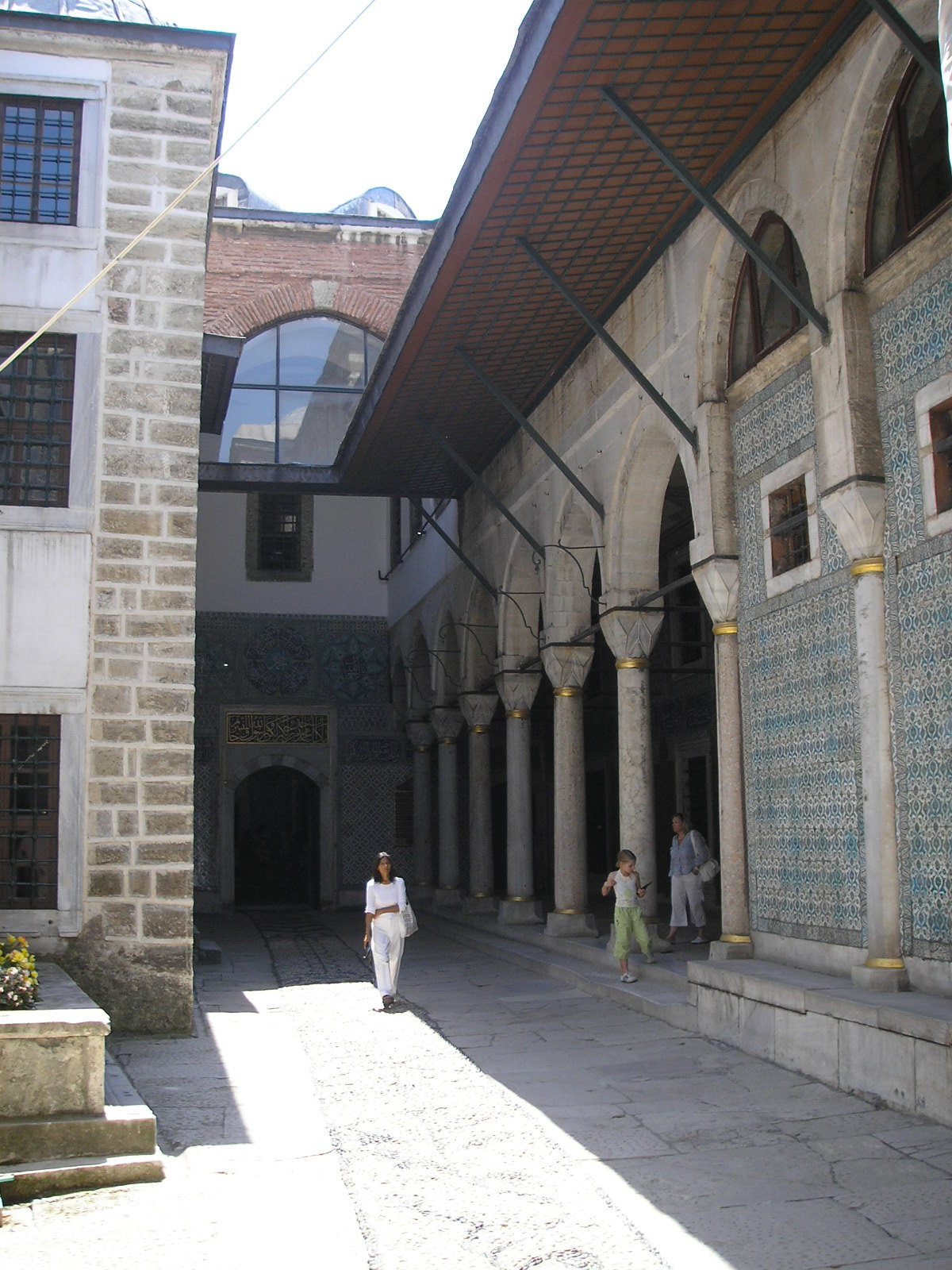
宦官庭院

浴泉殿的另一道口通往宦官庭院，庭院左方是後宮宦官們的住所，末端則是後宮宦官首領的住所，後宮宦官首領是宮廷裡第四級的要員。這裡還有王子的學校，以十七至十八世紀的磚塊及鍍金的壁板的砌成。宦官庭院的盡處則是通往後宮的主入口。左側的窄走廊則通往宮女的住所。
後宮宦官住所大抵都面對著庭院，宦官庭院是後宮的第一個庭院。宦官有時須作為守衛。1665年後宮失火，後來宦官庭院的周圍須進行重建。庭院的建築包括後宮宦官住處、宦官首領住處、皇子的學校、蘇丹侍從的住所及哨站。
後宮宦官住處建於十六世紀，圍繞著庭院，高三層。住處的樓牆上刻有穆斯塔法四世、馬哈茂德二世及阿卜杜拉·邁吉德一世的信託契約。上層是新入宮宦官所用的，下層則是有行政權力的宦官專用。距此遠處有一個具紀念價值的火爐，火爐以十八世紀的屈塔希亞磚塊鞏固。鄰近的宦官首領住處則有一個浴室、起居廳及睡房。皇子的學校於上層，由後宮宦官首領主管，牆壁以十八世紀歐洲平鋪磚及巴洛克風格裝潢。

### 後宮正門
後宮正門把宦官庭院及蘇丹家眷及宮女的住處分隔。後宮主入口通向哨站，可連接三個後宮的主要部分。哨站左方的門口經宮人通道前往后妃庭院；中間的門口通往太后庭院；右方的門口經黃金之道到達蘇丹的住處。擺放在這裡的大鏡在十八世紀制造。

### 太后庭院

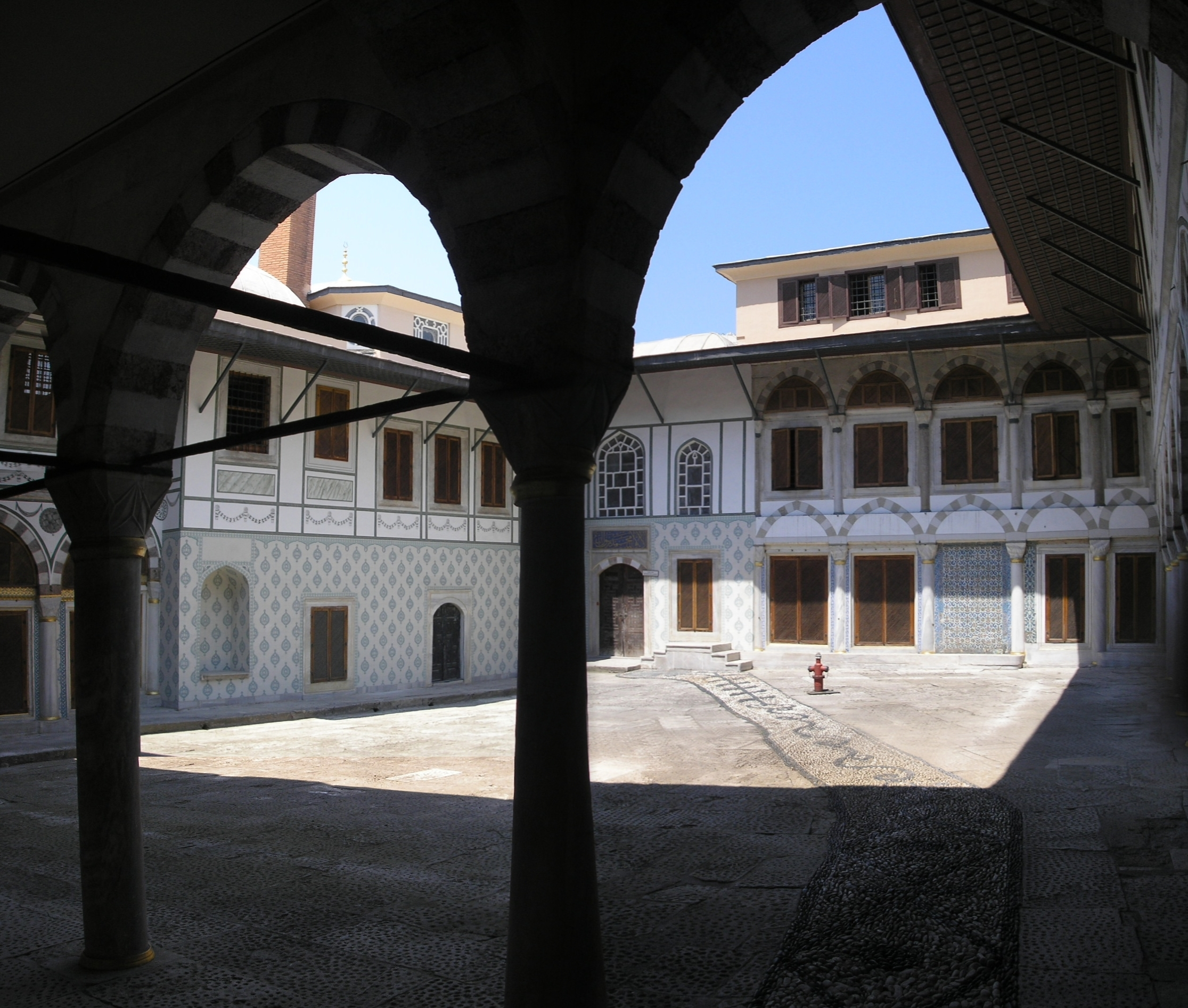
太后庭院

太后庭院位於後宮主入口與宮人通道之間。

### 宮人通道
宮人通道（土耳其語：Cariye Koridoru）通往后妃宮人庭院，通道上的案子是讓宦官擺放碗碟。

### 后妃庭院

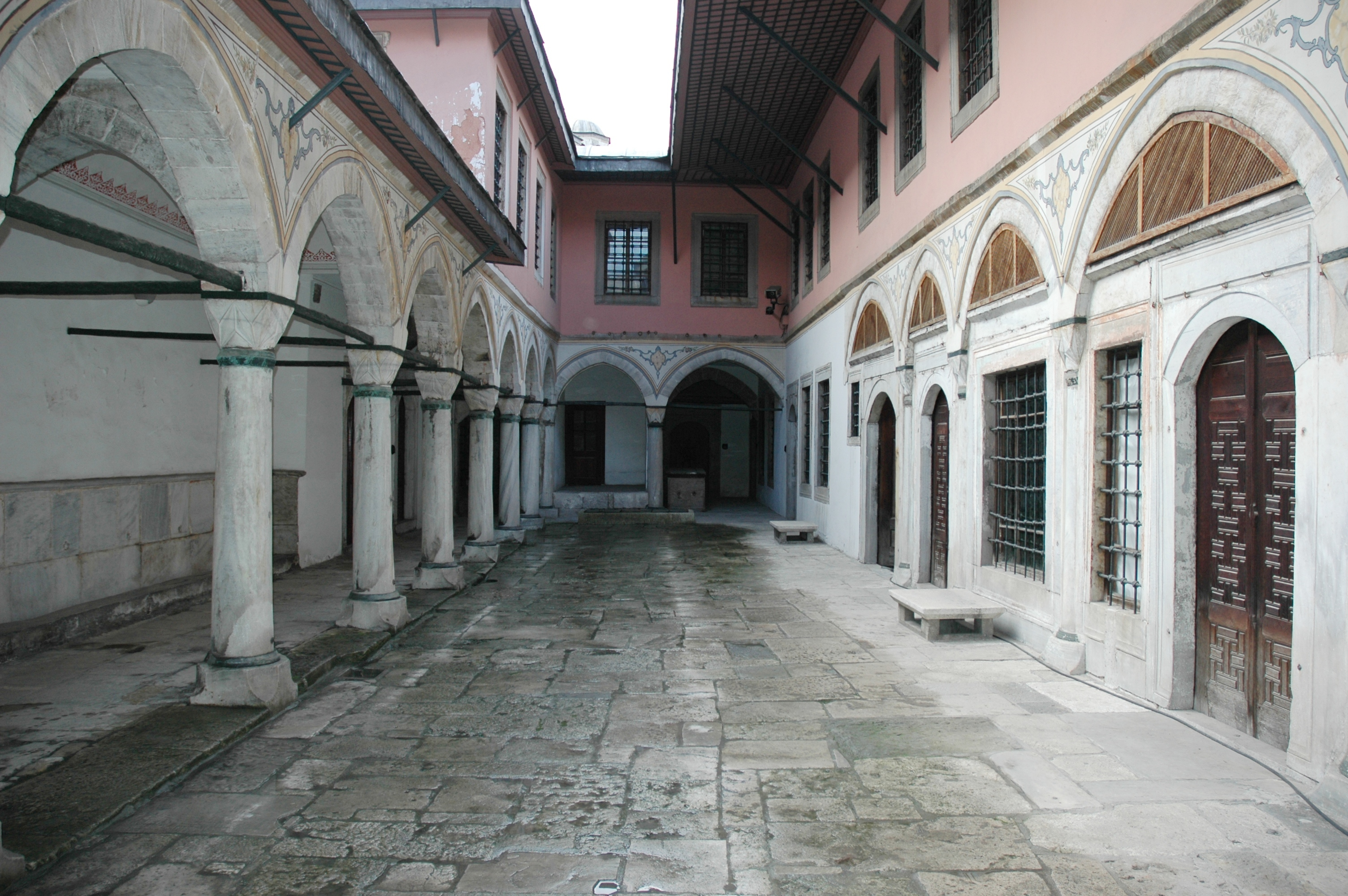
后妃庭院

后妃庭院（土耳其語：Kadın Efendiler Taşlığı）與宦官庭院同時在十六世紀中建造。1665年後宮焚毀後得以重建，是後宮最細小的庭院。宮人浴堂（土耳其語：Cariye Hamamı）、洗滌噴泉、蘇丹后妃寢宮及掌事女官署（土耳其語：Kalfalar Dairesi）都在庭院的四周，都以磚塊砌成，備有火爐。蘇丹后妃的寐宮可以俯瞰金角灣，這些建築在十六世紀後期已經存在。在前往太后住處的入口處，有十八世紀的壁畫描述山水景色，顯示宮內也受到西方影響。這裡的樓梯稱為「四十級」，樓梯通往後宮醫院及后妃們的各個寐宮。

### 太后寐宮

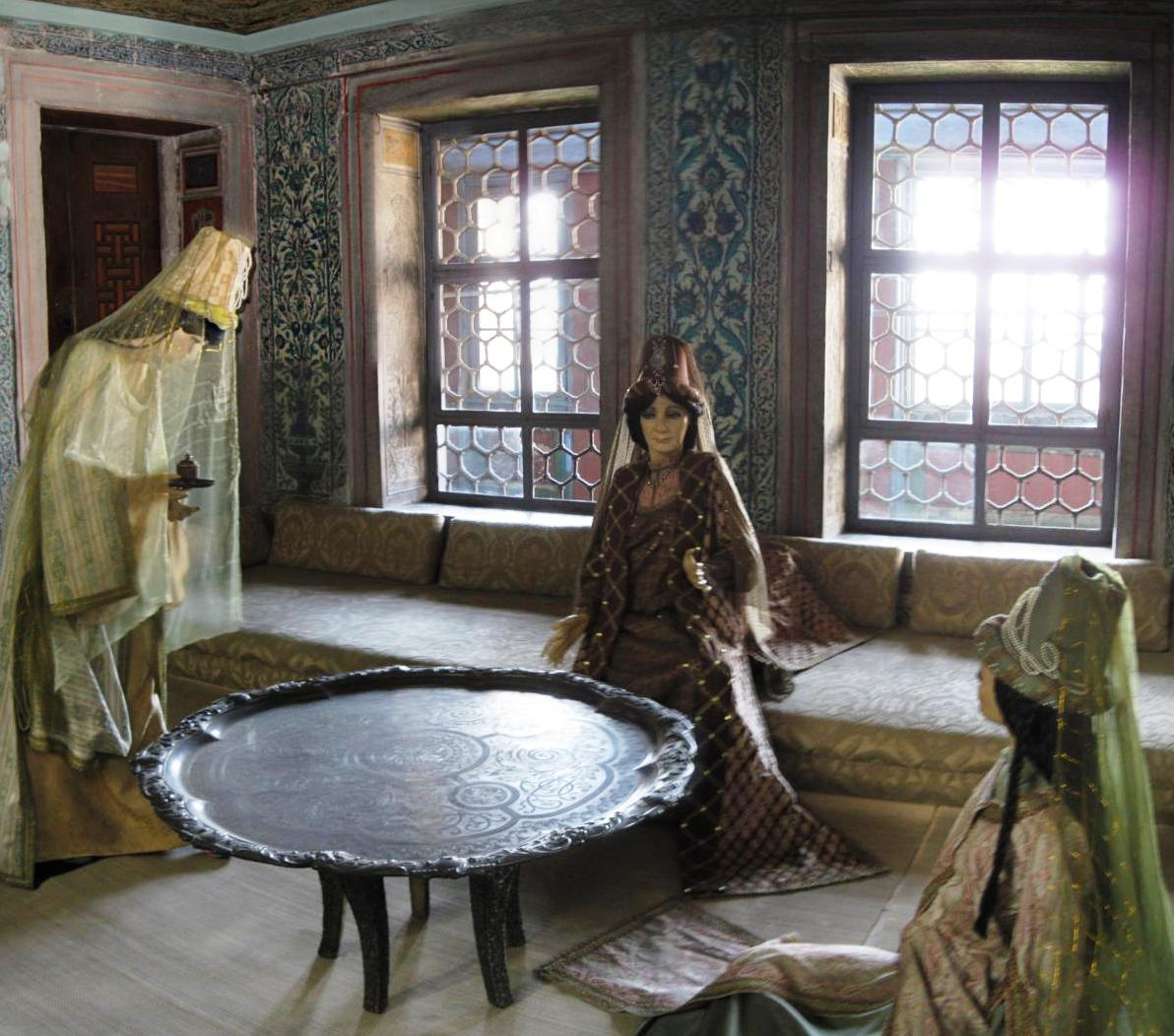
太后及其侍從在寐宮內

太后寐宮和蘇丹的私人宮殿是後宮裡最大和最重要的部分。在十六世紀太后從舊皇宮遷至托卡比皇宮始建太后寐宮，在1666至1668年因後宮失火而進行重建。十八世紀進行擴建，加建了音樂室等，但只有連畫廊的飯廳、接待室、睡房以及用作祈禱的小房間開放給公眾參觀。低層是宮女的住所，高層是太后及其女侍官（由掌事女官職級的宮女擔任））的。太后寐宮可經一條通道直達浴堂及蘇丹的住所。
太后寐宮的牆身以藍白及黃綠色平鋪磚組成，並以花為主題，佈置著十七世紀的伊茲尼克瓷磚。上層房間的上色設計充滿著十八至十九世紀的西歐風格。

### 蘇丹及太后的浴室

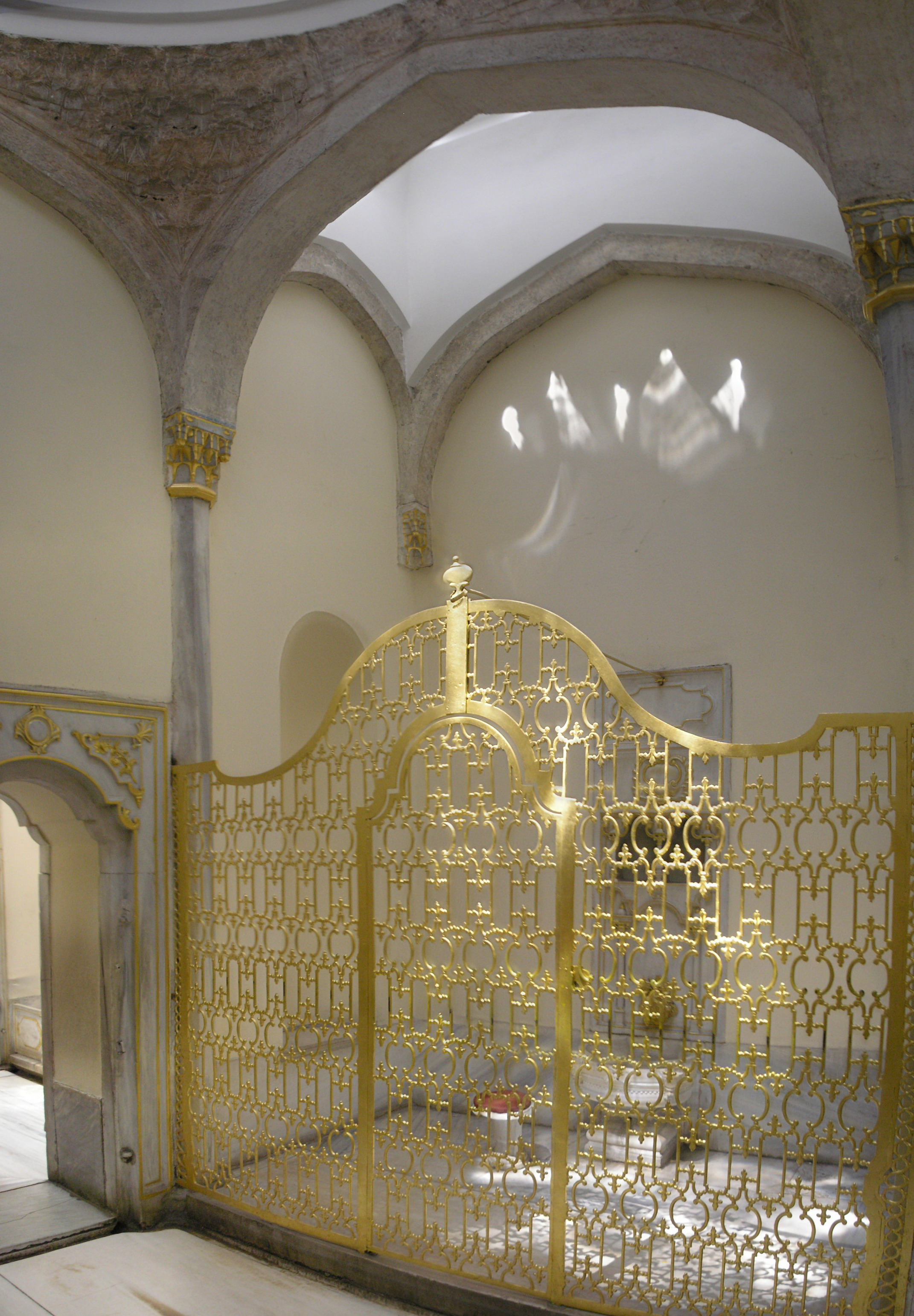
有金色欄柵的蘇丹浴堂

蘇丹及太后的浴室始建於十六世紀後期，為雙重浴室，由多個浴間組成。在十八世紀中期，浴室被重新裝潢成洛可可風格。兩個浴室都使用同一設計，包含高溫浴室、溫水浴室及冷水浴室。每個浴間都有一個圓穹，或使用蜂巢式的玻璃設計，讓天然光線透入浴堂。浴堂的地面鍍以灰白色的大理石。高溫浴室內置有大理石浴盆及觀賞噴泉，鐵柵是高溫浴室的象徵特色。金色的格子欄柵能保護正在沐浴的蘇丹及太后免受行刺威脅。蘇丹的浴室由錫南以優質伊茲尼克彩磚設計，這種磚塊在後宮裡大量應用，在1574年大火後，這些磚塊被艾哈邁德一世重新利用在伊斯坦堡的藍色清真寺。

### 帝王殿

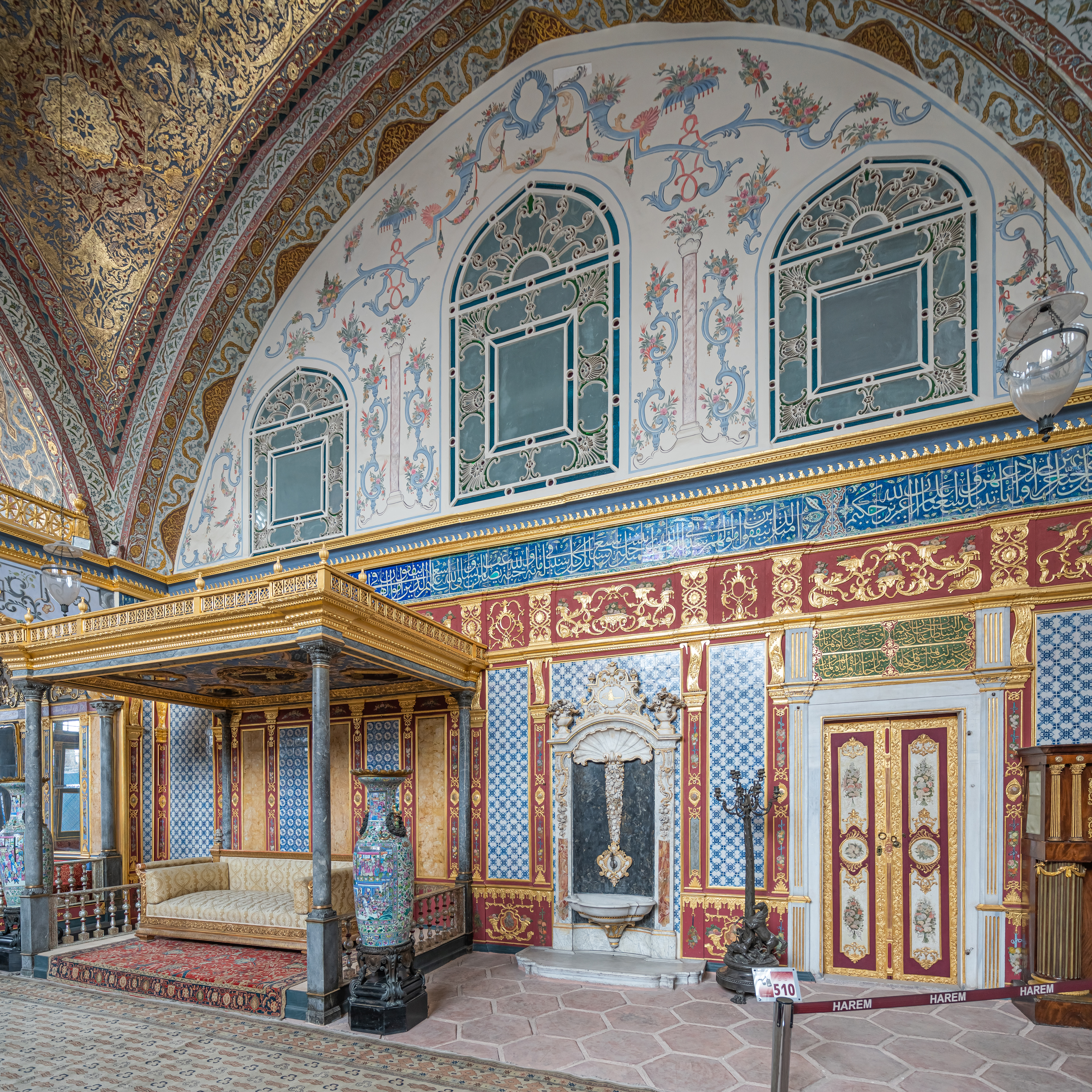
帝國殿，王位置於殿內

帝王殿，又稱帝王沙發、黃金屋或消遣殿，是後宮的一個圓穹殿，相信是建於十六世紀後期，擁有宮內最大的圓穹。帝王殿作為蘇丹的官方接待殿，亦用於宮廷娛樂消遣活動。蘇丹會在這裡接待親信、客人、太后、皇后、妃嬪及子女。宗教節日的慶典、皇室婚禮都在這裡舉行。
1666年後宮失火後，帝王殿在鄂圖曼三世時改以洛可可風格佈置，牆身的書寫碑文用十八世紀的藍色及白色代爾夫特陶器及威尼斯玻璃鏡子釘牢，但圓穹及垂飾仍然是原來傳統的上色風格。
帝王殿內放置了蘇丹的御座，樓座則以太后為首，由眾后妃佔用。御座是德意志皇帝威廉二世的禮品，座鐘則是英國維多利亞女王送贈。原來的食具室現正展示一些樂器。
在一塊鏡子後有一道秘門，作為蘇丹的安全通道。殿內有一道門通往太后寐宮，另一道門可通往蘇丹哈曼，而另一廂則有一間小餐堂及大寢堂。其餘的則是一些前廳，有些在十七世紀經過重新裝潢。

### 穆拉德三世私室

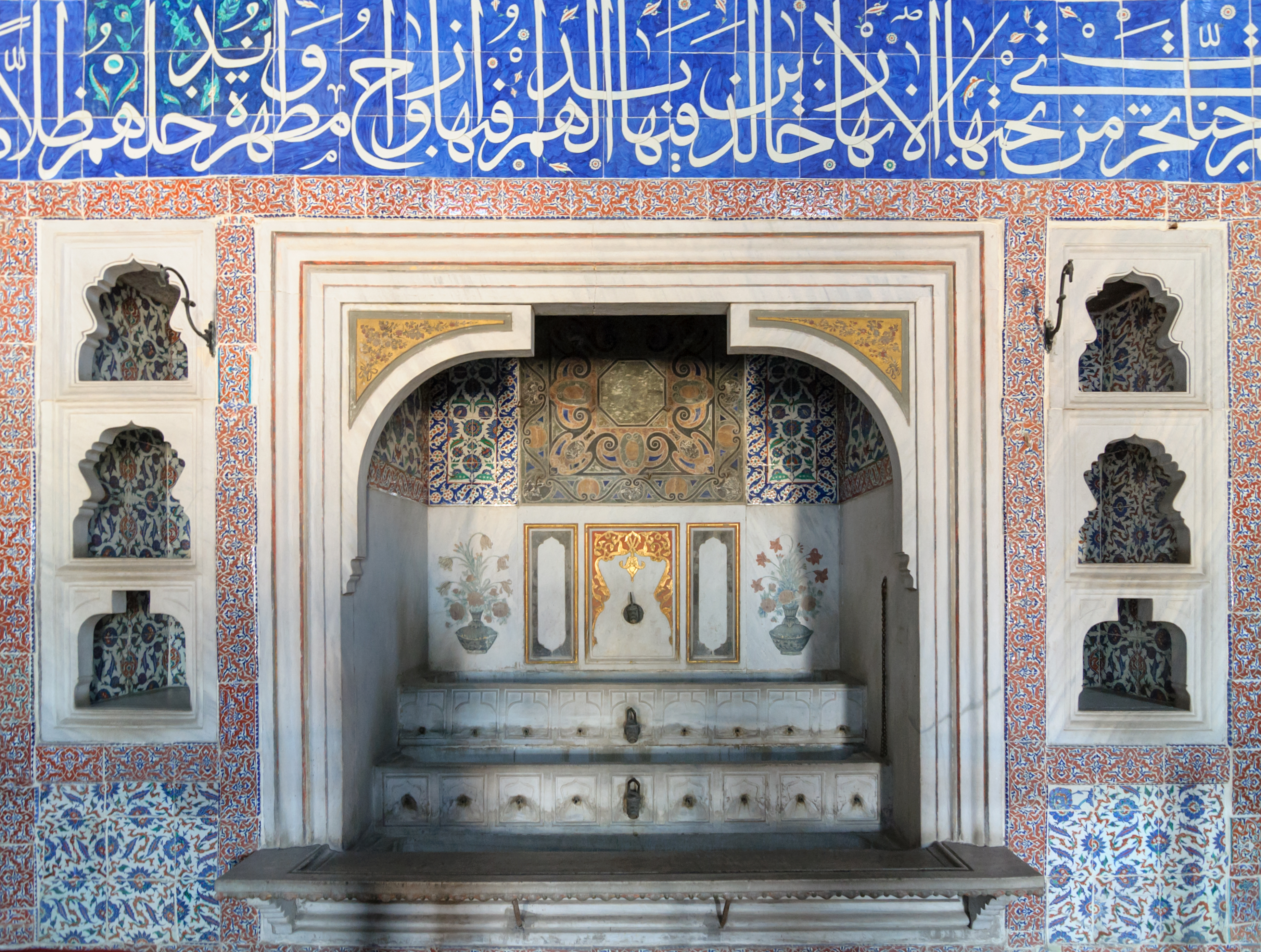
穆拉德三世私室,兩層高的水池

穆拉德三世私室是後宮裡最古老及保存得最好的現存建築物，其內部結構完整。這是建築師錫南在十六世紀設計的作品，擁有後宮內第二大的圓穹，僅次於帝國大殿。殿內以藍白色及珊瑚紅的伊茲尼克磚塊鋪設。滿是花卉的圖案以1570年代的橙色外框鑲邊，門上有一列刻有文字的磚塊，圍繞著宮室。圓穹上的阿拉伯式花紋進行過重修，並漆上黑色及紅色。室內有一個兩層高的水池，對面有一個大壁爐，輔以裝潢漂亮的蓋子，巧妙地以彩色大理石修飾。流水聲能防止竊聽，並可提供一個舒適的氣氛。兩張十八世紀的綿床相當豪華。

### 艾哈邁德一世私室
另一廂有兩個較小的宮室，艾哈邁德一世私室是其中之一，以伊茲尼克磚塊鋪砌。櫃門、窗戶及案子都以珠質及象牙質配飾。

### 艾哈邁德三世私室
色彩斑斕的艾哈邁德三世私人宮室在艾哈邁德一世私第的側面，牆身漆上花奔及果盆的圖案，還有一個磚爐，故又稱為水果宮，可能當作飯廳使用。

### 雙子亭樓／太子寢宮

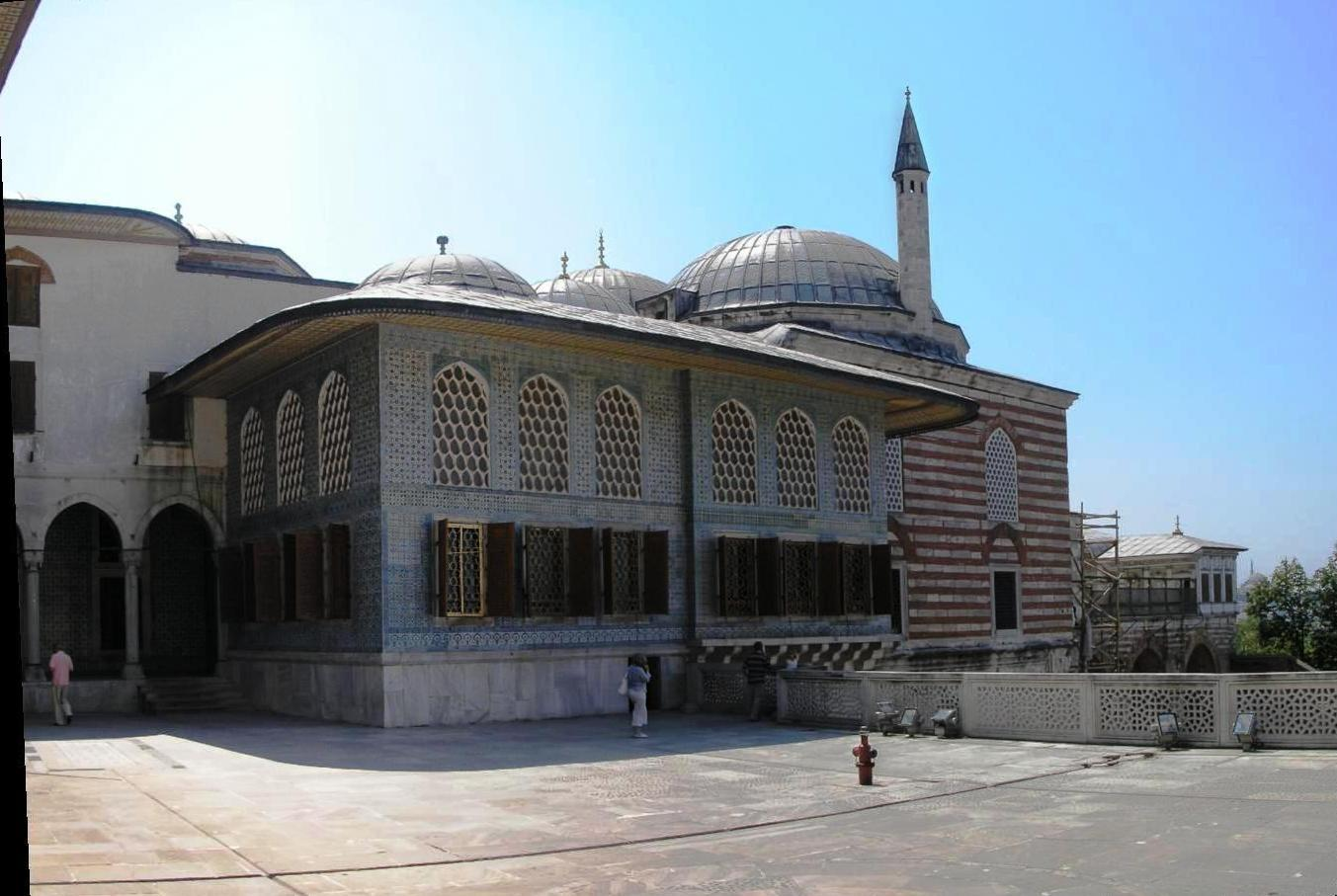
雙子亭樓外觀

雙子亭樓或稱太子寢宮，由兩個宮殿組成，在十七世紀的不同時期建成。雙子亭樓只有一層高，建在高臺上，創造視野開揚的環境，從外望向雙子宮則會被遮擋。
內裡有兩個房間，始於穆拉德三世或艾哈邁德一世統治時期。天花呈圓錐形，能讓人聯想起鄂圖曼帝國早期的土耳其式帳篷。一如帳篷，雙子宮內並沒有高足傢俱，地上鋪上絨氈，牆邊放置了沙發。雙子亭樓是托卡比皇宮古典建築的代表作。雙子亭樓被重新翻修，大部分的巴洛克式木製品都被移除，那些花巧的磚塊反映了十七世紀伊茲尼克窯磚的高超技術，但都已與原來的設計概念一併除去，以現代仿製品替代。木制圓屋頂的色彩仍保留原貌，是十六世紀末、十七世紀初奢華設計的模範。在另一個房間裡的壁爐上放置了一頂高兜帽，已被恢復至原貌，旁邊的窗戶以珠質木片拼花工藝修飾。從有色玻璃窗看出去，可以看到露臺之下的花園。
太子在這裡生活，不與外界聯絡，故這裡又稱為「卡費斯」（鳥籠）。太子及其他皇子在這裡接受鄂圖曼宮廷的訓練，直至成年，接著就會被送往安那托利亞的省分行政，接受國家事務的管理行政訓練。自十三世紀初起，居於後宮的皇子對宮廷行政開始有發言權，到十八世紀，雙子亭樓用作太子的私第。

### 睞人庭院

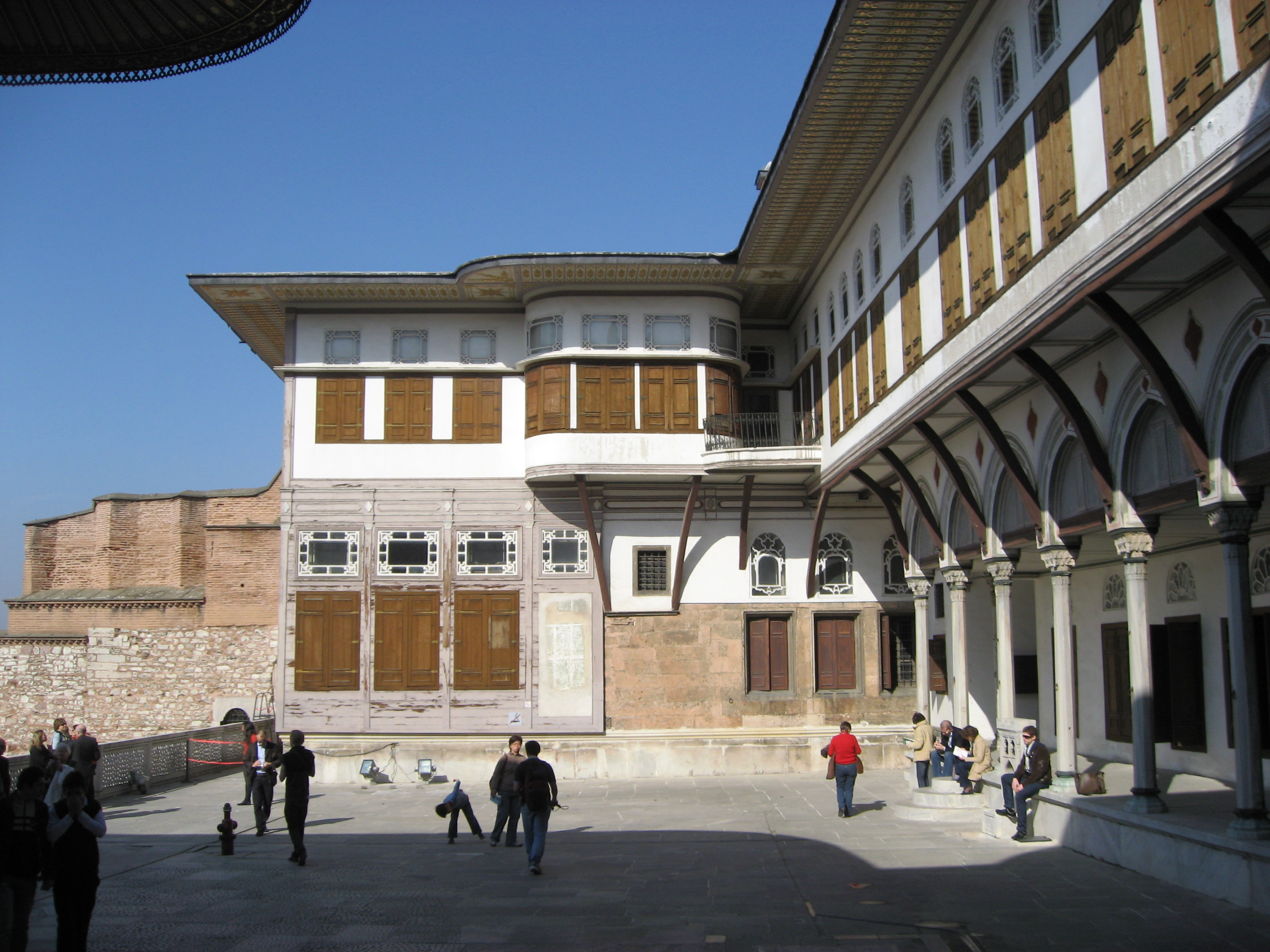
寵姬庭院

睞人庭院是後宮的最後一個部分，在這裡可以俯視黃楊木花園。睞人庭院在十八世紀進行擴建，加建區間及睞人寐宮。睞人寐宮、黃金之道及區間均共用一個宮殿，區間包括鏡殿。這也是阿卜杜勒·哈米德一世與其妻妾居住的地方，該木構居所以洛可可風格建造。
睞人（土耳其語：Gözde）鄂圖曼帝國後宮制度中的最低階妃嬪，在後宮裡作為王朝傳宗接代的工具。睞人懷孕後有可能升為妃或皇后。

### 黃金路

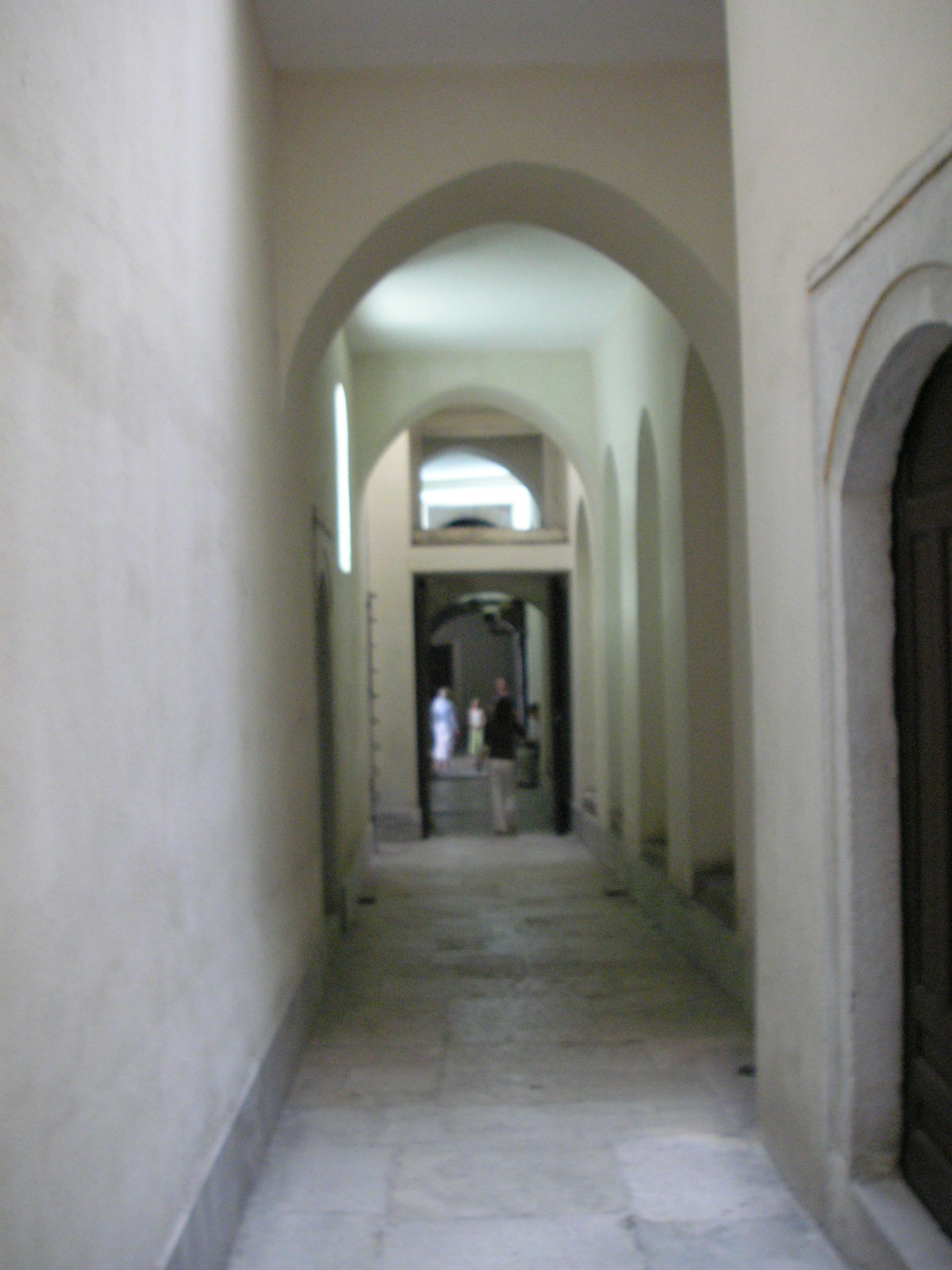
黃金之道

黃金路是一條狹窄的通道，是後宮裡的主軸線，建於十五世紀，由宦官庭院通往私人宮殿。蘇丹會使用黃金路來往後宮、私室、清真寺等地。太后庭院、后妃庭院、王子的寢宮、蘇丹寢宮都連接黃金之道。牆身是白色。黃金路的「黃金」是指蘇丹會在節日將金幣丟在道上，讓宮人爭撿，但史學家對這說法存疑。

### 鳥舍／後宮之門
在十九世紀後期，內廷庭院的角落有一個小內庭。可由小內庭經庫沙內門進入內宮。現今，那是讓遊客離開後宮的閘門。在這裡附近有一個鳥舍，用作飼養禽鳥以供食用。鳥舍的陽台面對後宮大門，該陽台在1916年建造。鳥舍的外觀與傳統的鳥舍無異。

## 第四庭院
第四庭院是蘇丹及其家眷在托卡比皇宮最深處的私人宮殿，包含一些亭樓、宮殿、花園等。第四庭院原本是第三庭院的一部分，近代的學者將它區分出來。

### 割禮廳

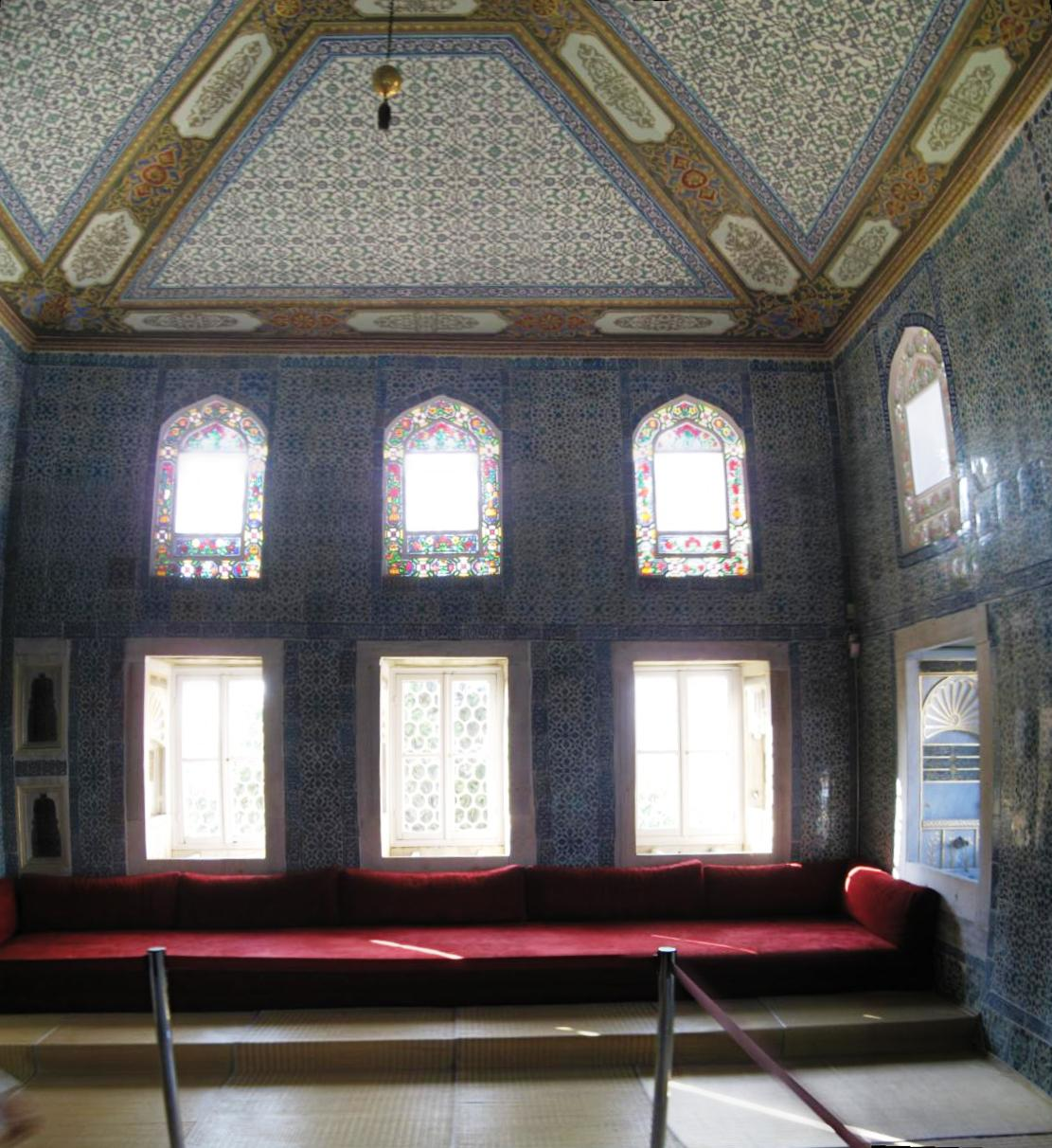
割禮廳內景

1640年，易卜拉欣一世建造割禮廳，那是一個夏季亭樓，作為年輕皇子進行割禮之用，割禮是伊斯蘭傳統的通過儀禮。割禮廳的內外都以稀有的再造磚塊堆砌，在外的主要是藍色及以花為圖案，當中的一些藍白磚塊受到遠東製陶術影響。這些磚塊供蘇萊曼一世對割禮廳進行過修繕，也用於帝王殿、裡寶庫，亦用於修飾埃里溫宮及巴格達宮。割禮廳是托卡比皇宮裡相對對稱及廣大的宮室，每一個窗戶都有一個小泉。窗戶鑲著有色的玻璃片。入口右側有一個壁爐。
穆拉德四世的皇室建築師哈桑·阿加在1635年至1636年間建造埃里溫宮，在1638至1639年間建造巴格達宮，以慶祝鄂圖曼帝國軍在埃里溫及巴格達取得的勝利。兩者都是突出的屋簷、圓屋頂，內部都有鑲嵌珠質馬賽克磚的入牆櫃及木製品。

### 埃里溫亭樓

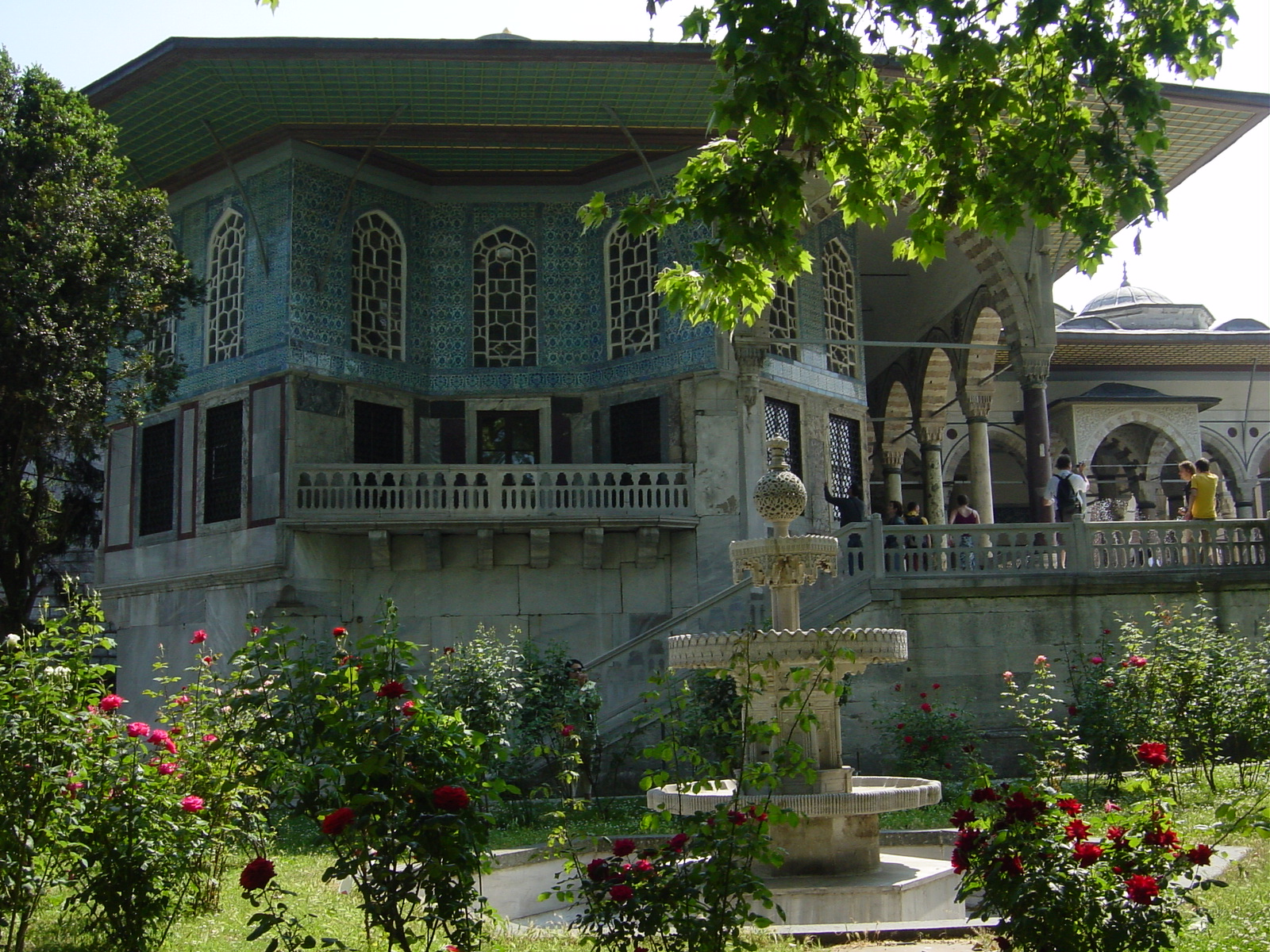
埃里溫亭樓

埃里溫亭樓用於宗教靜修，埃里亭樓較為細小，有一個圓屋頂及三個後殿。其中一道牆上置有一道門及一個壁爐，以大理石構成，對著柱廊，其他牆壁都鋪上廉價的藍白色伊茲尼磚塊。

### 巴格達亭樓

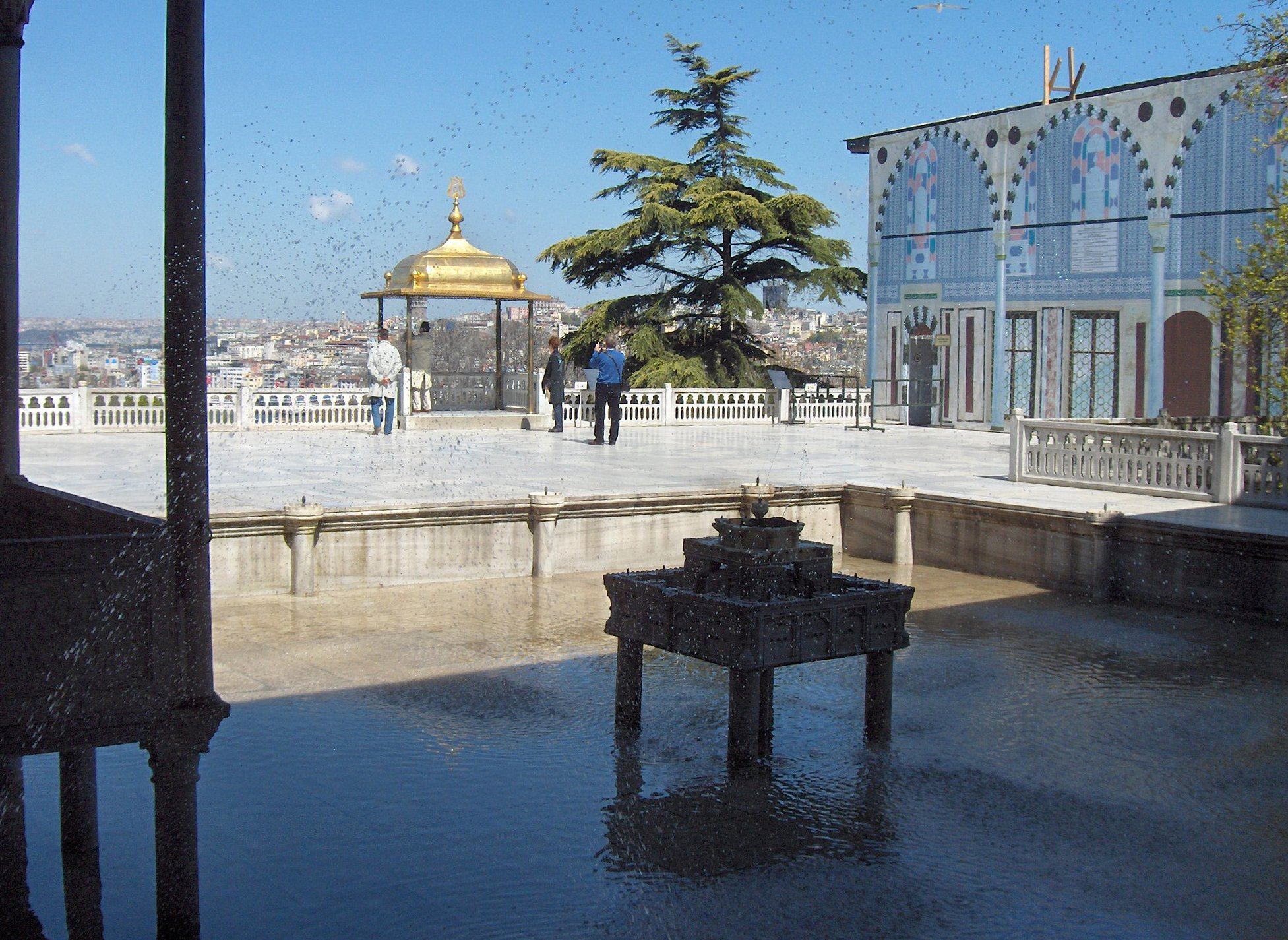
具有水池的上層陽台、開齋亭及巴格達亭樓

巴格達亭樓是為了紀念穆拉德四世的巴格達戰役而建。
巴格達亭樓與埃里溫亭樓相當相似，玄關處有三道門，外表以大理石、斑岩、蛇紋石構成。鑲嵌大理石的柱廊具開羅馬穆魯克風格，其內部是鄂圖曼廳堂的模範，具有入牆式的架子及櫃子，以十六世紀的綠、黃、紅磚塊裝飾。牆身的藍白色磚塊複制自割禮廳的磚塊。櫃子及窗格以珍珠母及龜殼裝飾。巴格達亭樓是傳統宮廷建築的一個例子。
門戶的鑲嵌技術一流，右邊入口有一個壁爐。中間的房間有一個木炭爐，是法國路易十四的禮物。自十八世紀初起，巴格達亭樓用作私室圖書館。

### 開齋亭
開齋亭可以觀賞金角灣，現今是遊客拍照留念的好去處。其鍍金屋頂有角、呈盔狀，是首個結合中國及印度特色的鄂圖曼建築。據聞，蘇丹會習慣性地在齋戒月賴買丹月的日落後在亭下開齋。一些文獻則指這個地方是「月光照耀之地」。一些特別的恩賜，如向群臣發散金幣也會在這裡進行。易卜拉欣一世時，開齋亭已具現貌。

### 陽台閣

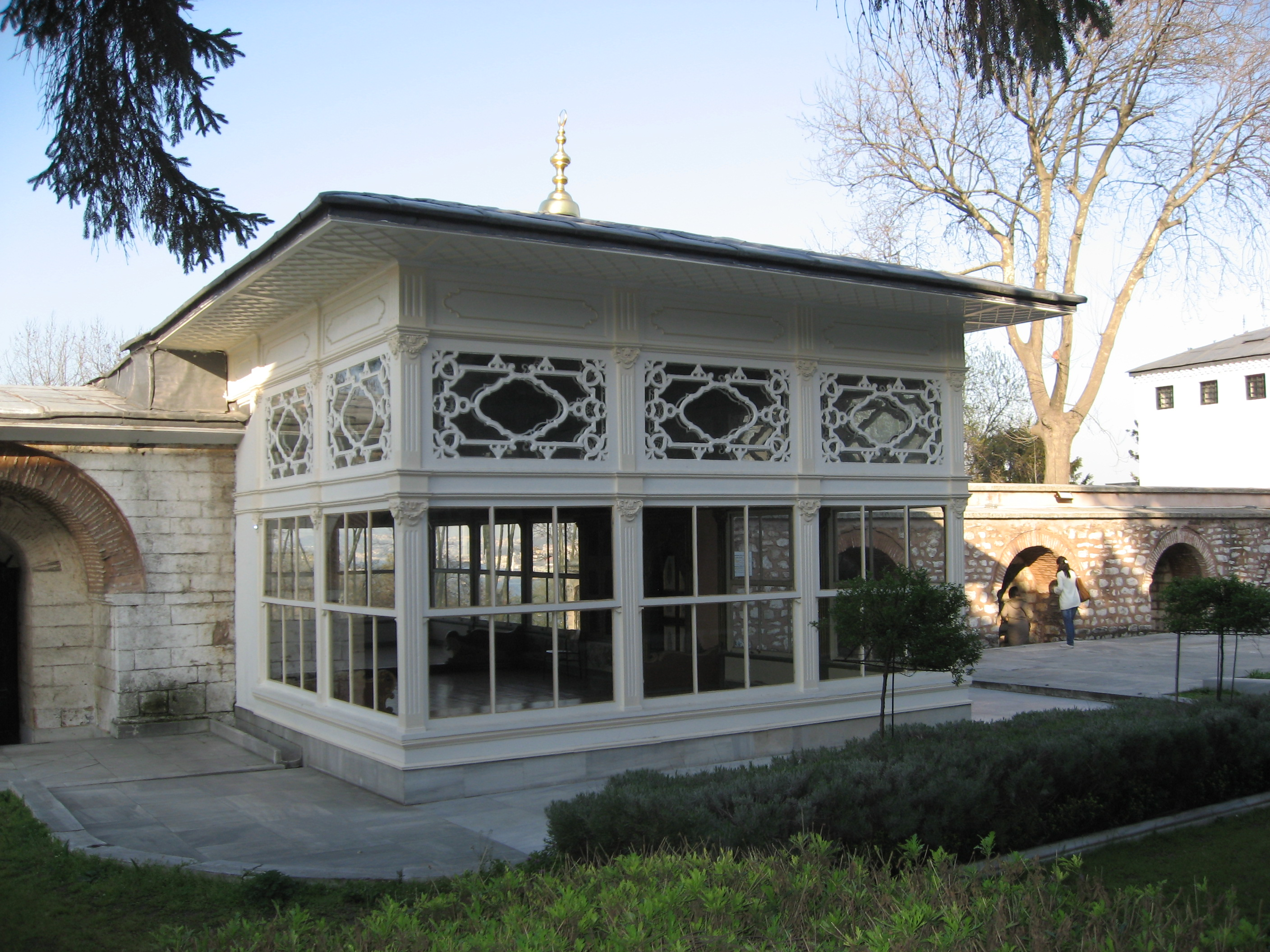
陽台閣

可透視的陽台閣，又稱卡拉·穆斯塔法·帕夏之閣，是一個建於十六世紀末的望景樓。1704年，艾哈邁德三世對陽台閣進行修建。1752年，馬哈茂德一世將它改建成洛可可風格。這是托卡比皇宮第四庭院中唯一的木建築，由一些以圓柱支撐的房間組成。
陽台閣由一個稱為底萬漢內的大堂、祈禱室及甜果飲料室組成。在這裡，蘇丹可以觀賞花園內的體育比賽及文娛活動。陽台閣本來用作休憩，在鬱金香時期（1718年－1730年）作為客人的住所。陽台閣鄰近鬱金香花園。

### 太傅之塔／太醫堂

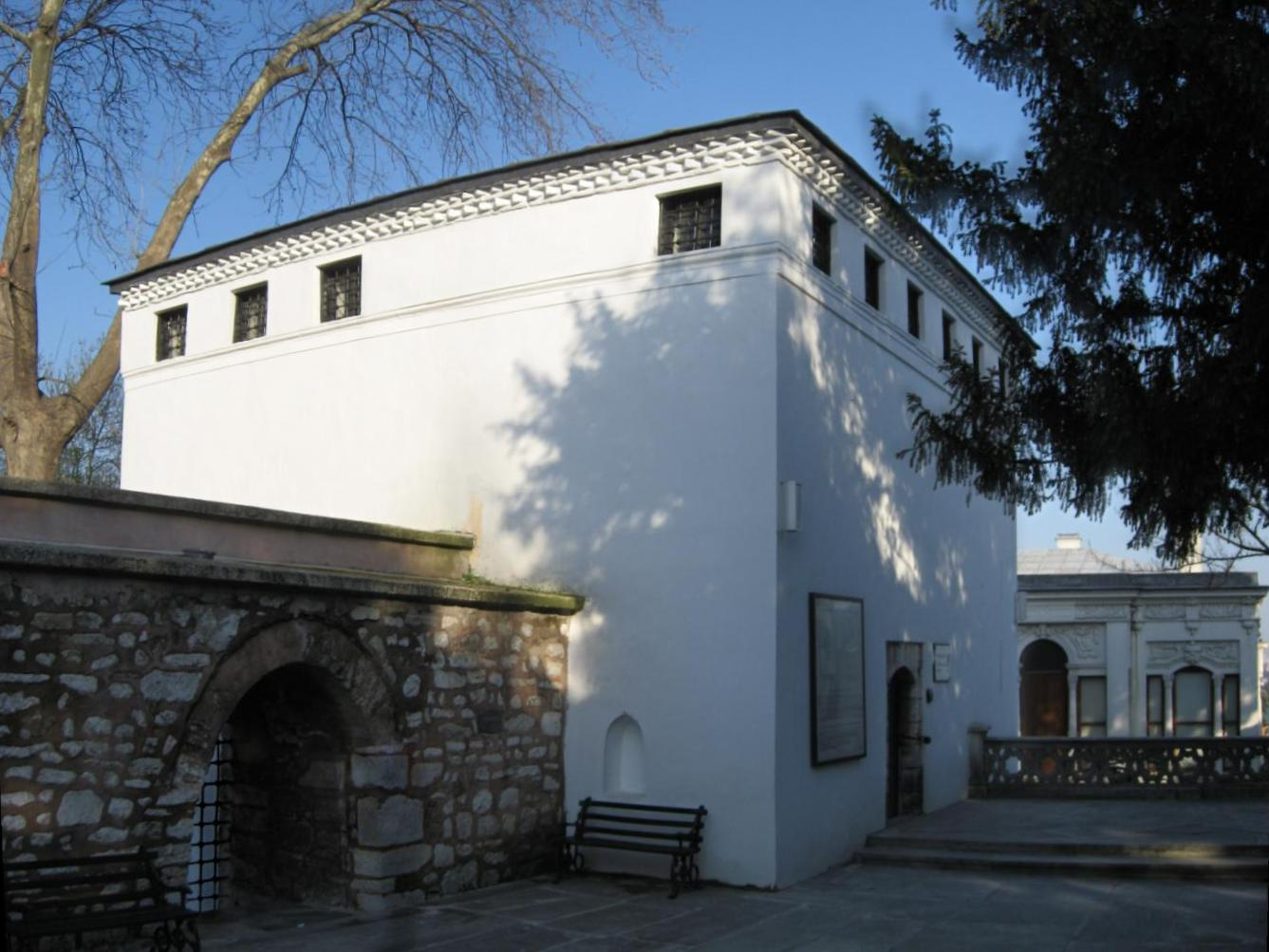
太傅之塔／太醫堂

方形的太傅之塔，即太醫堂及宮廷藥庫，建於十五世紀，大概是在穆罕默德二世統治時期建造。這是第四庭院裡最古老的建築物。穆罕默德二世將它建造成監視塔，塔上有少數窗戶，外牆有兩米厚。宮廷的首席太醫在頂層有一個私室，下層用於存放藥物。
這是穆罕默德二世在宮廷內建造的首個藥房。在宮廷內也有其他的藥房。據說在塞利姆三世統治時期，太傅恩代倫盧·塔亞·愛芬迪在塔上上層看到叛亂份子在宮內企圖行刺蘇丹，於是通知蘇丹的親衛。歷史學家阿法表示，當時的塔樓應該較現今的高出兩層，但如今只有兩層高。
太傅及首席太醫共用塔樓為居所。首席太醫負責蘇丹及其家眷的醫療健康，並在此調配醫藥。藥品在此進行調配、製造、密封成瓶、罐、盒及碗後分發給病人服用。
首席太醫經常作為蘇丹在宮外的貼身隨從，甚至陪同蘇丹作戰。首席太醫通常都是猶太人，十七世紀後，穆斯林醫師才有增長的趨勢。最後一任首席太醫是阿布杜哈克·莫拉，在阿卜杜拉·邁吉德一世時期居住在這裡。自從蘇丹不再在托卡比皇宮居往後，這裡作為音樂教室使用，及後用作清洗宮廷武器，在1911進行修復，現今存放了一些樂器。

### 石御座
石御座的建造是為了讓穆拉德四世觀賞男侍們的體育活動。石御座上的刻文顯示，穆拉德四世也是一名體藝出色的君主，在1636年，他在馬背上將橡木棒拋出120米外。

### 大亭樓
大亭樓，又稱邁吉狄亭樓、阿卜杜拉·邁吉德一世亭樓，建於1840年，是宮內最後一個建造的重要建築物。大亭樓與鄰近的藏衣間都是在阿卜杜拉·邁吉德一世的命令下建造，用作皇室招待賓客及休憩用地。大亭樓座落在超卓的地位，可觀望馬拉摩海及博斯普魯斯海峽的全景。蘇丹每逢由海邊的皇宮回到托卡比皇宮，都經常會來這裡。大亭樓是建造於十五世紀另一座亭樓的地基上。建築師沙奇士·貝勒依將大亭樓建造成歐洲折衷派風格，並結合傳統的土耳其風格。這兩座建築物有時會用作接待外國賓客。

### 陽台清真寺

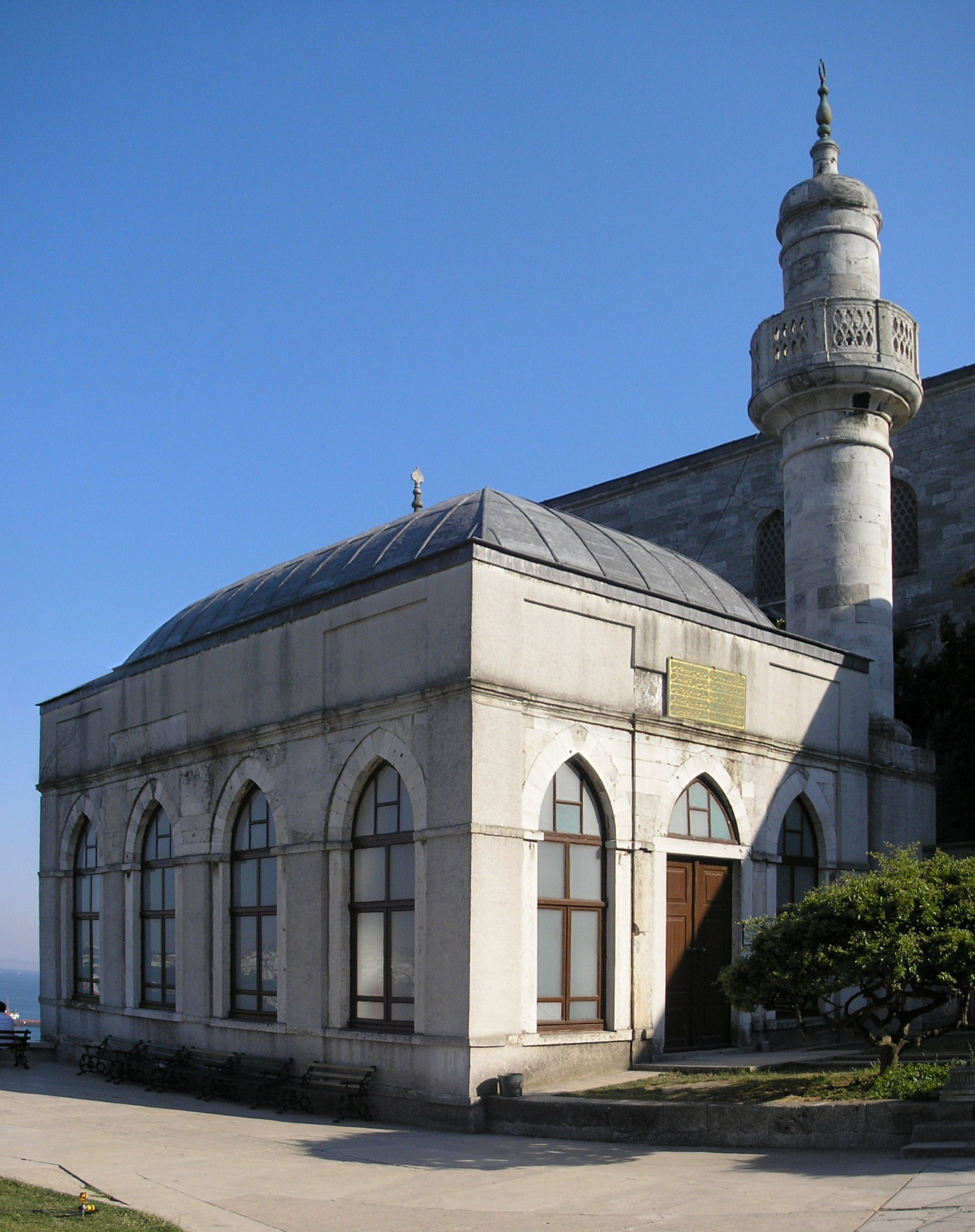
陽台清真寺

陽台清真寺在馬哈茂德二世治下建造，具拿玻崙風格。陽台清真寺在十九世紀讓一支軍隊使用。持劍者宮殿過去在陽台清真寺的地點上。清真寺門口上的刻文指出，在1858年，阿卜杜拉·邁吉德一世對陽台清真寺進行修復。
現時，大亭樓旁有一家相當受歡迎及高檔的餐廳。許多名人，如英國女王、美國第一夫人、美國總統、美國拳擊手穆罕默德·阿里等都光顧過這家餐廳。餐廳的陽台可觀賞博斯普魯斯海峽全景及對岸的亞洲。許多遊客來到這裡拍攝海景及伊斯坦堡。

## 外苑

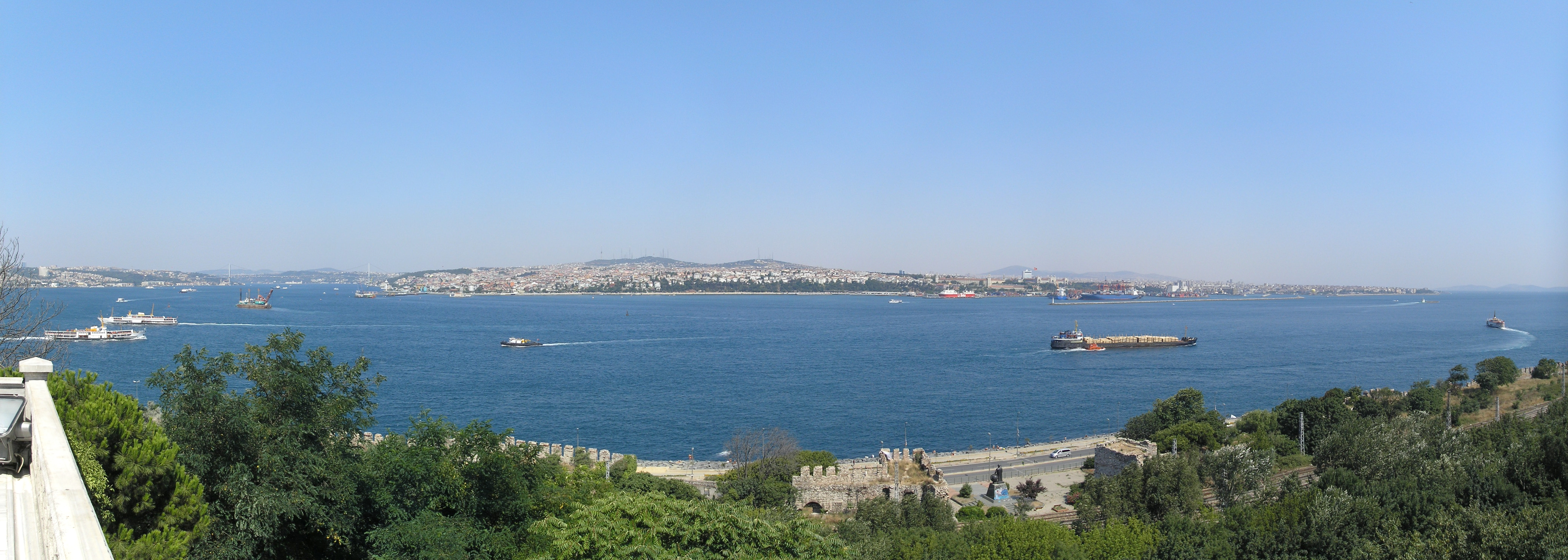
皇宮上看到的博斯普魯斯海峽全景

許多的宮廷園林圍繞著第一至第四庭院，外苑中一些向海的園庭被視為第五庭院。海邊曾經有一些宮廷建築物，但因為修築道路而消失，包括海岸亭樓、珍珠亭樓、大理石亭樓。編筐者亭樓是唯一現存的建築。
古爾哈尼公園位於第一庭院至城區之間，那是舊時的御花園，現今則是公眾公園。行列亭樓位於皇宮大門與古爾哈尼公園之間。
穆罕默德二世曾建造過三座亭樓，僅有磚鋪亭樓倖存。磚鋪亭樓建於1473年，現今存放了伊斯坦堡考古博物館的伊斯蘭製陶藝術品。

## 樹木

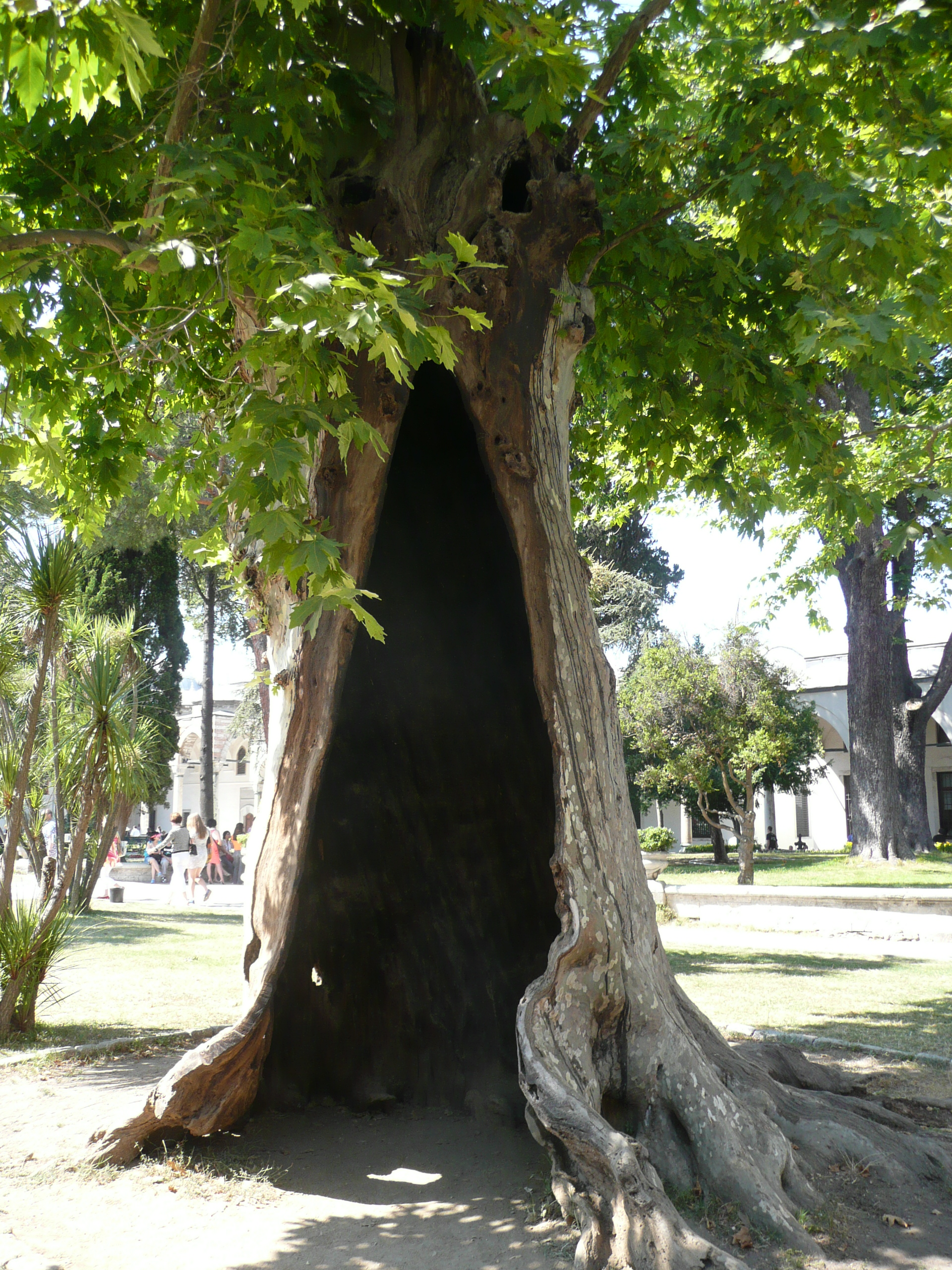
第三庭院的一顆中空樹木

托卡比皇宮內有許多值得注意的樹木，這些樹木遭到真菌侵襲，經歷多個世紀以後，樹幹已中空，但直至現今依然屹立。在一些例子裡，兩棵不同品種的樹木混合起來，如一棵无花果树在一棵中空的樹木裡生長，最終融合，這可在第二庭院看到。

## 仿造
安塔利亞的度假酒店世界奇觀及托卡比皇宮度假酒店建造了一些皇宮內的建築物，如覲見大廳、御膳房及正義之塔。

## 外部連結
Template:伊斯坦堡地標